# Gräfrath
Gräfrath ist der kleinste der fünf Solinger Stadtbezirke. Durch das im 12. Jahrhundert gegründete Augustinerinnenkloster, das bis ins 19. Jahrhundert bestand, zählte Gräfrath lange Zeit zu den bedeutsamsten Städten im Bergischen Land. Im 19. Jahrhundert praktizierte im Ort der weltberühmte Augenarzt Friedrich Hermann de Leuw.
Mit seiner gut erhaltenen, zu großen Teilen aus dem 18. und 19. Jahrhundert stammenden Altstadt um den Marktplatz am Fuße der Klosterkirche zählt Gräfrath zu den ausgewählten 56 historischen Stadtkernen Nordrhein-Westfalens.

## Geographie

### Lage
Gräfrath grenzt, im Norden der Stadt Solingen gelegen, an die Nachbarstädte Haan im Westen und Wuppertal im Norden und im Osten. Im Süden schließt sich der Solinger Stadtbezirk Mitte an, ebenfalls im Westen bildet Gräfrath eine innerstädtische Grenze zum Stadtbezirk Wald. Die Stadtgrenze zu Wuppertal bildet in weiten Teilen der Flusslauf der Wupper. Die Stadtgrenze zu Haan wird teilweise durch die Itter gebildet, die im Heiligen Born in Gräfrath entspringt und bei Düsseldorf-Benrath in den Rhein mündet. Zahlreiche weitere Bäche durchziehen Gräfrath, so etwa der Nümmener oder der Holzer Bach.
In Gräfrath, nahe dem ehemaligen Wasser- und heutigen Lichtturm, befindet sich auf einer Höhe von 276 Metern über NHN Solingens höchster Punkt.

### Ortslagen und Wohnplätze

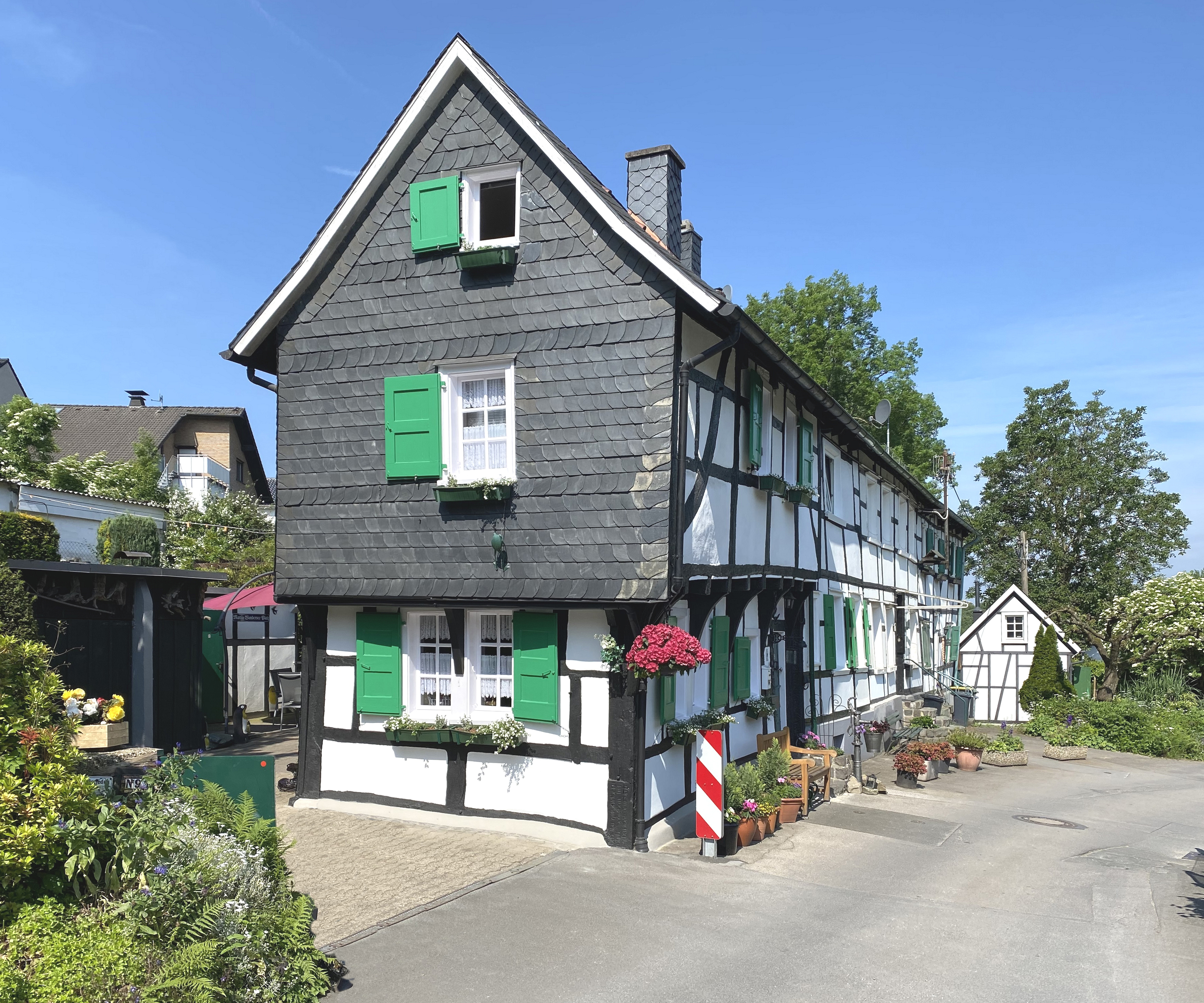
Fachwerkhäuser in Nümmen

Neben dem historischen Ortskern umfasst der heutige Stadtbezirk Gräfrath noch diverse weitere Wohngebiete und Ortslagen, einige in Form weilerähnlicher Hofschaften, von denen sich einige abseits der heutigen Hauptdurchgangsstraßen befinden. Aus einigen Hofschaften haben sich über die Jahrzehnte größere Wohnviertel entwickelt, in denen die ursprünglichen Hofgebäude nahezu verschwinden. Folgende Ortslagen gibt es in Gräfrath:
Altenfeld |
Apfelbaum |
Aue |
Bandesmühle |
Backesheide |
Bergerbrühl |
Bimerich |
Blumental |
Busch |
Buscher Feld |
Buxhaus |
Ehren |
Eigener Feld |
Eipaß |
Flockertsberg |
Flockertsholz |
Focher Dahl |
Friedenstal |
Fürkeltrath |
Grünewald |
Grund |
Gütchen |
Heide |
Heider Hof |
Herberg |
Ketzberg |
Külf |
Laiken |
Mühlenbusch | Neu-Eipaß |
Neuenhaus |
Neuenkulle |
Nümmen |
Obenflachsberg |
Obenscheidt |
Oben zum Holz |
Paashaus |
Piepersberg |
Rauenhaus |
Rathland |
Ringelshäuschen |
Schafenhaus |
Schieten |
Schlagbaum |
Schönhof |
Steinbeck |
Stöckerberg |
I. Stockdum |
II. Stockdum |
III. Stockdum |
Tummelhaus |
Untenflachsberg |
Unten zum Holz |
Vogelsang |
Zentral |
Ziegelfeld
Daneben entstanden seit Anfang des 20. Jahrhunderts auch andere größere Wohngebiete abseits des Ortskerns. Dazu zählen die Wohnsiedlung des Bauvereins Gräfrath am südöstlichen Rande der Altstadt (Schulstraße, Melanchthonstraße, Huttenstraße, Schnitzlerstraße, De-Leuw-Straße) und die Siedlung Katharinenstraße, darüber hinaus auch die Siedlung am Abteiweg nordöstlich der Altstadt oder das Gebiet zwischen Central und Schlagbaum mit der Spar- und Bauvereinssiedlung am Wasserturm.

## Geschichte

### Siedlungsursprünge und Klostergründung
Das Bergische Land blieb aufgrund seiner dichten Wälder lange unbesiedelt, Kelten und Germanen vermieden eine Ansiedlung, die Römer drangen nur bis Köln vor. Wahrscheinlich ab dem 8. Jahrhundert siedelten die ersten Bewohner im heutigen Solinger Raum. Erstmals im Hochmittelalter, im Jahre 1135, wird Gräfrath als villa Greveroide (mit Dehnungs-i), also als Rodung eines Grafen, in einer Urkunde erwähnt. Darin heißt es, dass der Kölner Erzbischof Bruno II. der Ursulakirche einen Altar schenkte aus dem Zehnten des Dorfes Greveroide im Kirchspiel Wald. Das Dorf Greveroide war zu dieser Zeit ein kleines Bauerndorf, seit mindestens 1220 ist auch die Honschaft Gräfrath als Verwaltungsbezirk im Kirchspiel Wald innerhalb des Amtes Solingen nachgewiesen. Die weitere frühe Geschichte Gräfraths ist eng mit der Klostergründung verbunden.:32

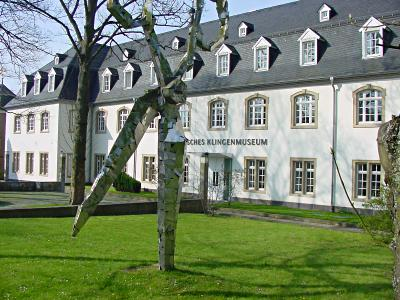
Kloster Gräfrath

Die sakralen Ursprünge Gräfraths liegen der Volkssage nach in einer frühen Opferstelle am Grünewald, von der auch der Heilige Born seinen Namen haben soll. Nachdem der Opferaltar zerstört worden war, errichtete man in der Nähe eine erste Kapelle, die dem Pfarrverband Wald angehörte. In der Kapelle soll sich ein angeblich Wunder wirkendes Marienbild befunden haben. Da Wald dem Patronat Deutz unterstellt war, galt dies auch für Gräfrath. Diese Verbindung wurde jedoch am 12. Dezember 1185 gelöst, denn in einer Urkunde heißt es::9

„Die Äbtissin zu Villich, Gräfin Elisabeth, hat mit dem Abte zu Deutz die Übereinkunft getroffen, die Kapelle auf ihrem Hofe zu Greveroide gegen eine jährliche Abgabe von 3 Schilling von der Pfarrkirche Wald zu lösen. Sie will bei dieser Kapelle, die schon lange bestanden hat und viel besucht wird, zur Vermehrung der Gottesverehrung ein christliches Stift gründen. Florenz, der Abt zu Deutz, sowie der Erzdiakon des Ortes sind damit einverstanden, und der Erzbischof von Köln hat die Freilassung genehmigt.“

 Die eigentliche Klostergründung erfolgte innerhalb der nächsten 18 Monate, die Klostergründung ist für den 31. Juli 1187 bestätigt worden. Ab 1195 wurde eine erste Stiftskirche errichtet. Die Bestätigung im Namen des Papstes erfolgte erst im Jahre 1220 durch Kardinal Guido. Die Klosterschwestern lebten nach den Regeln des Heiligen Augustinus. In den Folgejahrzehnten und -Jahrhunderten kam das Kloster durch Schenkungen zu beachtlichen Besitztümern, insbesondere zu Ländereien und Höfen wie Caspersbroich, Nesselrode oder Hückeswagen.:9ff.
Im Umkreis des Klosters entstanden nach und nach auch einige Bauernhöfe, die zunächst als Einzelhöfe mit den Jahrhunderten wuchsen und zu Hofschaften wurden. Zu den ältesten Höfen rund um das Kloster Gräfrath zählen Ketzberg, Nümmen und Heide. Letzterer Hof wurde Im Jahre 1232 an das Kloster Gräfrath verkauft.:36f.

### 14. bis 15. Jahrhundert
Als dem Stift Anfang des 14. Jahrhunderts eine Reliquie der Heiligen Katharina von Alexandria geschenkt wurde, wurde Gräfrath in der Folgezeit das Ziel vieler Pilgerreisen.
Gräfrath war zunächst noch im Besitz der Grafen von Berg. Aufgrund der gewachsenen Bedeutung des Ortes erhob allerdings im Jahre 1402 Herzog Wilhelm I. von Berg den Ort zur Freiheit. Damit wurde der Ort „aller Schatzung und Herrendienst“ befreit, bis auf eine Jahresabgabe von 30 rheinischen Gulden. Gräfrath erhielt einen Bürgermeister und Schöffen. Außerdem wurde der jungen Freiheit das Recht verliehen, an drei Tagen im Jahr einen Markt abhalten zu dürfen. Das Freiheitsprivileg wurde in den Folgejahrzehnten mehrfach bestätigt. Wichtig für Gräfrath war vor allem die Gewährung der Zollfreiheit.:34f.

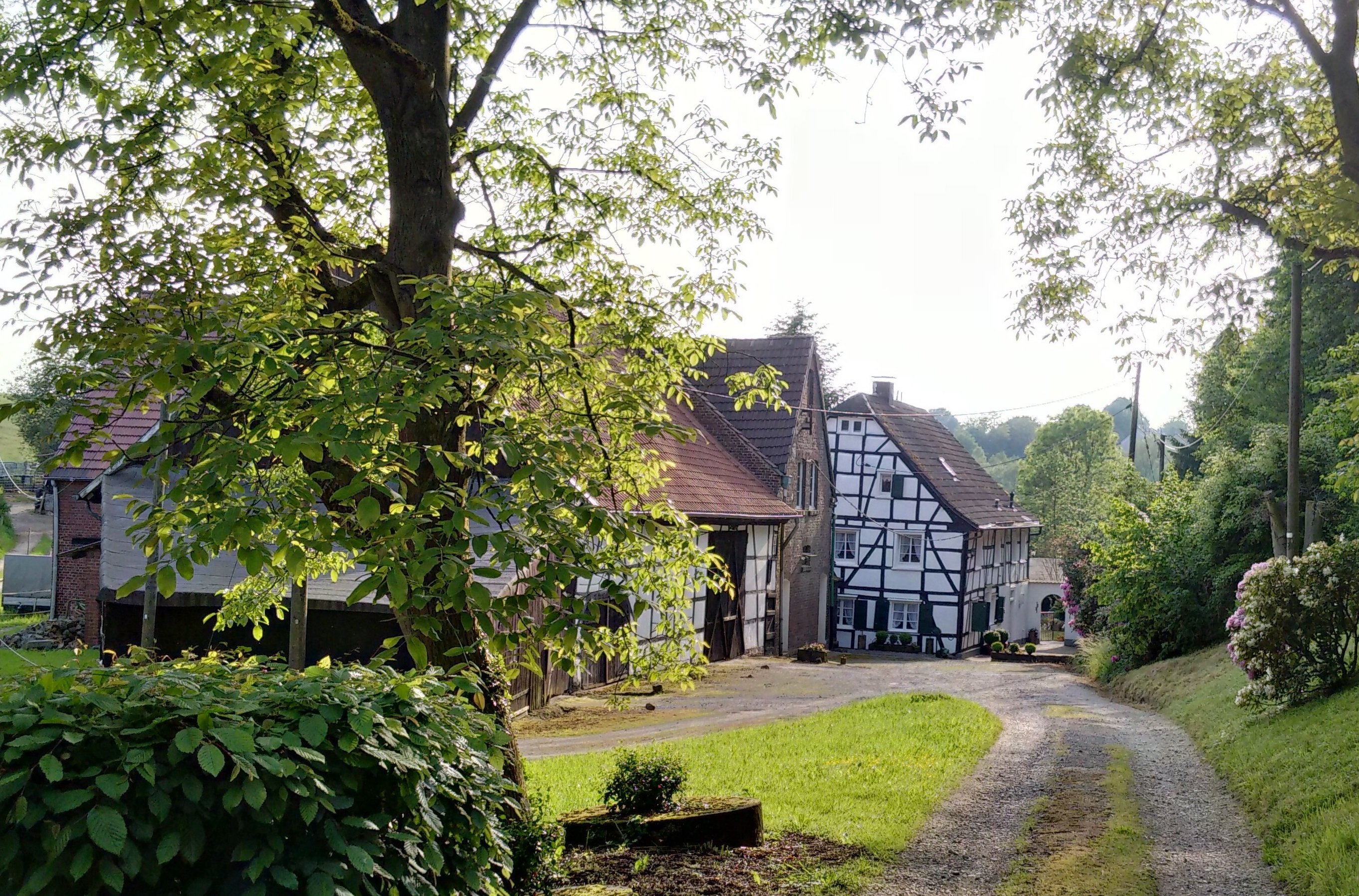
Die Bandesmühle wurde urkundlich erstmals im Schatzbuch 1492 genannt

Unter dem Gräfrather Bürgermeister Henken Kremers wurde 1492 erstmals ein Schatzbuch angelegt, das Auskunft über den Besitz und das jährliche Einkommen eines jeden Bewohners gab. Ende des 15. Jahrhunderts waren demzufolge in Gräfrath schon einige Reichtümer vorhanden. Die Grundlage dazu bildete das Handwerk, das sich im Bereich der Härter, der Schwertschmiede, der Schwertfeger sowie der Schleifer zu Zünften zusammengeschlossen hatte. Aus den Zünften waren später die ersten privilegierten Kaufleute hervorgegangen. Demgegenüber gab es auch unprivilegierte Kaufleute, die eigene Produkte nicht herstellen, jedoch mit fremden Waren Handel treiben durften. Dazu gehörte auch die Kaufmannsfamilie Schnitzler, aus der insgesamt acht Bürgermeister hervorgingen. Der Reichtum der Kaufleute vermehrte sich umso mehr, als diese ihre Waren nicht mehr nur noch in Nürnberg, Frankfurt oder Leipzig vertrieben, sondern bis nach Amerika, Asien und Afrika fuhren.:34–35
Für das örtliche Gerichtswesen von Bedeutung war zum einen der Pranger, der an der nördlichen Seite des Marktbrunnens gestanden hat. Der Galgen des Amtes Solingen befand sich ebenfalls in Gräfrath, jedoch außerhalb des Kernorts in den Scheiderirlen nordöstlich von Schlagbaum.:34

### 16. bis 17. Jahrhundert

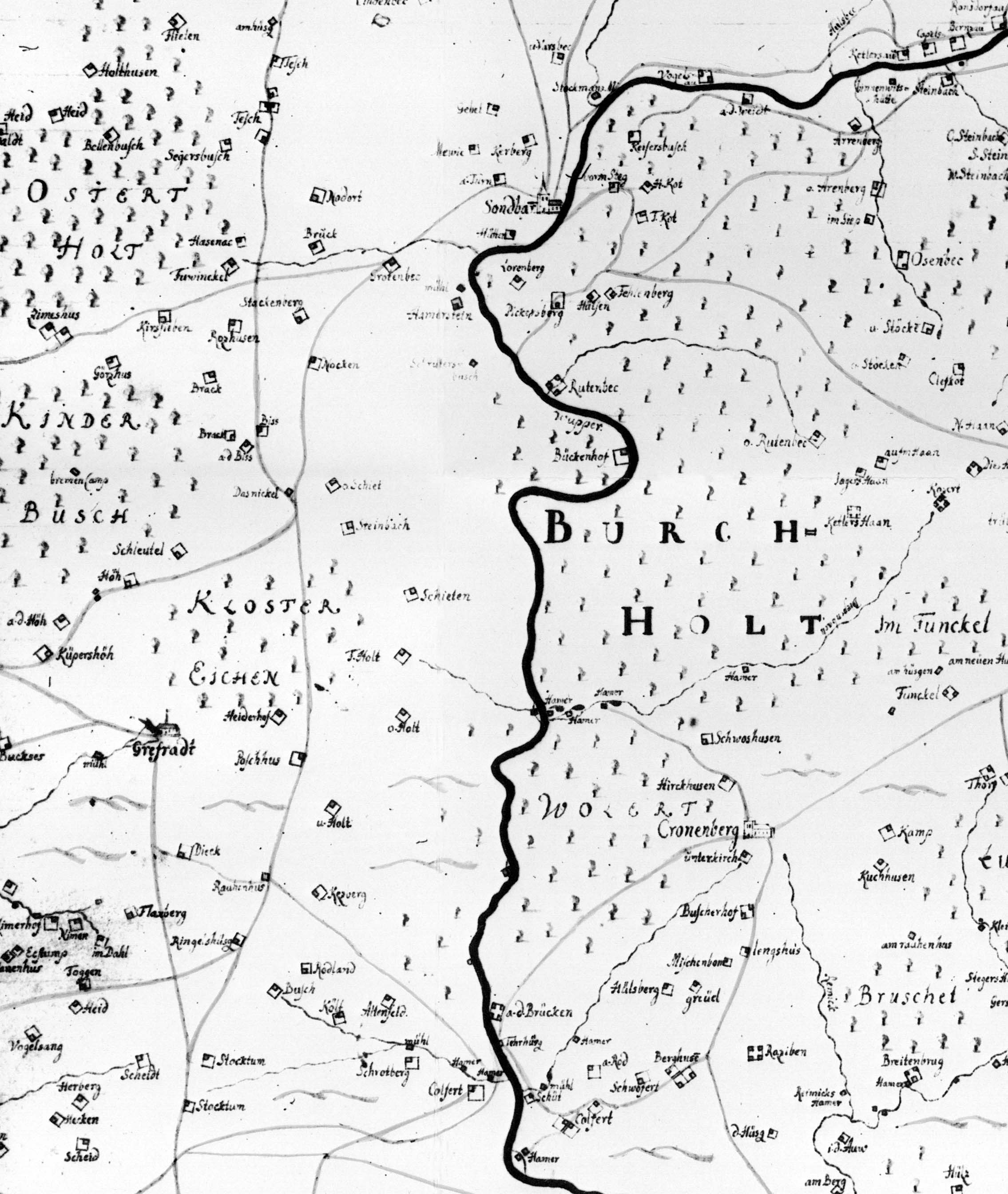
Hofstätten und Wassermühlen bei Gräfrath in der Karte Topographia Ducatus Montani (1715)

Ein weiterer Faktor für den Reichtum Gräfraths und seiner Bevölkerung war die Anlage von Schleifkotten an den Gräfrather Bächen ab dem 16. Jahrhundert. Die Geografie Gräfraths war für diesen Zweck sehr günstig, die Itter etwa fließt derart abschüssig, dass ihre Wasserkraft vielfältig nutzbar war. In Nümmen und in Ehren wurden Mühlen betrieben, in Eschbach stand noch bis in das 20. Jahrhundert ein Sägewerk. Die Quellarme der Itter verlaufen verstreut durch das Gebiet des Ortes, eine Quelle befindet sich im Heiligen Born östlich des Gräfrather Ortskerns. Dieser wird unterhalb des Ortskerns verrohrt geführt, bevor er vor der Bandesmühle wieder sichtbar wird. Auch an der Wupper wurden Schleifkotten angelegt, etwa an der Aue oder am Dritten Kotten im Friedenstal.:36–37
Das 17. Jahrhundert war für Gräfrath von vielen negativen Ereignissen überschattet. Im Jahre 1622 litt der Ort unter den spanischen Truppen, die sich dort im Winterquartier befanden. Besonders im Dreißigjährigen Krieg von 1618 bis 1648 durchzogen den Ort des Öfteren Kriegshorden, die in Gräfrath plünderten, raubten oder mordeten. Zwischen 1665 und 1666 wütete die Pest in Gräfrath.:41
Gegen 5 Uhr am Morgen des 27. Dezember 1686 brach im Ortskern ein Feuer aus. Aufgrund der damals unzureichenden Vorkehrungen zur Brandverhütung – die Häuser standen zumeist eng aneinander, ihre Bestandteile waren leicht brennbar und es gab keine Feuerwehr – brannten etwa 90 Prozent der Gebäude nieder. Die Pfarrkirche, das Kloster, 78 Wohnhäuser, 42 Scheunen und andere Gebäude fielen den Flammen insgesamt zum Opfer. Es war der verheerendste Stadtbrand in der Geschichte Gräfraths. Nur 26 Häuser blieben verschont.:41
Die Wirtschaft und das Leben in Gräfrath lagen am Boden. Die Stadt musste bei der kurfürstlichen Regierung um Steuernachlass bitten. Mühsam musste ab dem Jahre 1687 der Ortskern über Jahre hinweg neu aufgebaut werden. Dabei blieben seine alten Grundzüge weitgehend erhalten, manche Straßenzüge wurden jedoch durch einheitliche Baulinien begradigt, außerdem waren nun schmale Brandgassen zwischen den einzelnen Gebäuden vorgeschrieben. Die heutige Gräfrather Altstadt zeigt noch immer das Bild der wiederaufgebauten Kleinstadt zu Beginn des 18. Jahrhunderts, auch wenn in der Folgezeit immer wieder leichte bauliche Veränderungen unternommen wurden.
Im Jahre 1698 trat eine Brauhausordnung in Kraft, die jedem Gräfrather Bürger das Recht verlieh, für seinen eigenen Bedarf Bier zu brauen. Am 3. März 1698 brach in Gräfrath erneut ein Feuer aus, dem insgesamt 10 Häuser und 7 Scheunen zum Opfer fielen, darunter auch das Haus des damaligen Bürgermeisters Gabriel Korten.:41

### 18. Jahrhundert bis 1850

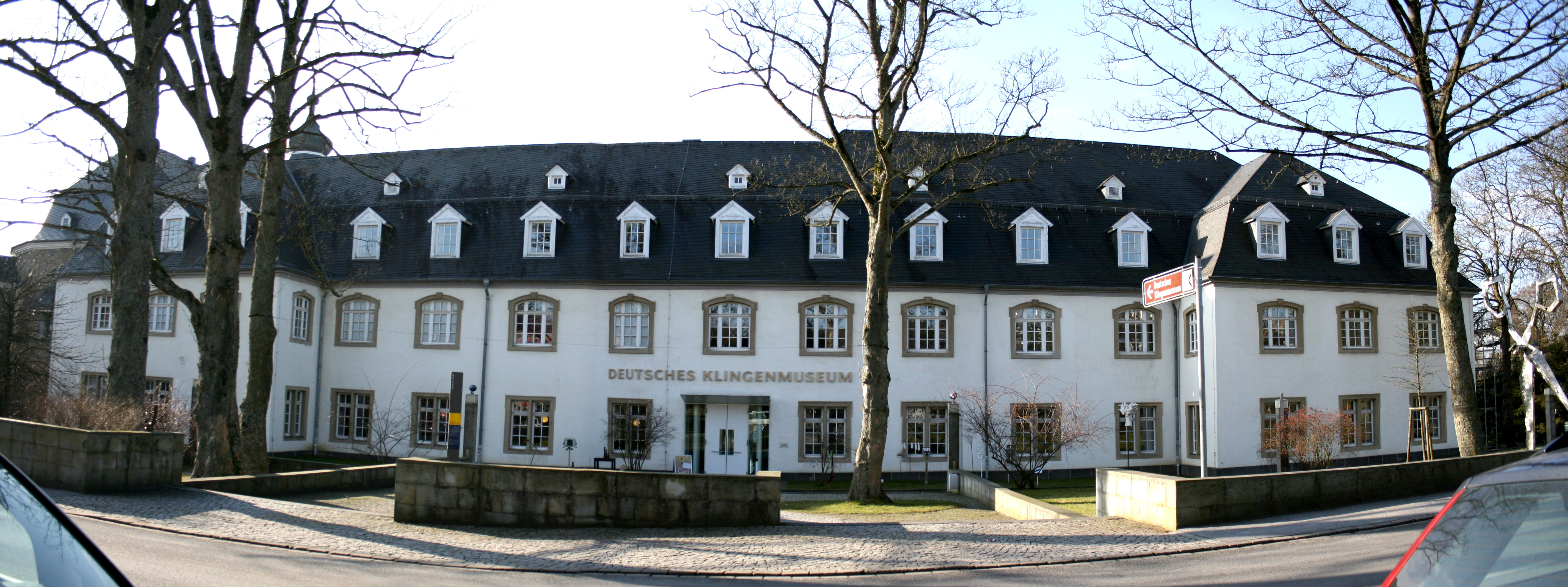
Das im Stil des Barock wiedererrichtete Klostergebäude (1688 bis 1704)

Ein weiterer, kleinerer Stadtbrand tobte wenige Jahre später. Am 12. Juni 1717 schlug gegen 22:00 Uhr in das Klostergebäude ein Blitz ein. Das entstandene Feuer zerstörte in dieser Nacht wieder einige Gebäude, unter anderem die Stiftskirche. Wie bereits zuvor erfolgte aber kurz darauf der Wiederaufbau. In den Folgejahrzehnten hatte Gräfrath wiederholt unter im Ort liegenden Soldaten oder sich ausbreitenden Krankheiten zu leiden. So gab es beispielsweise 1736 und 1750 zwei schwere Ruhrepidemien.:42
Unabdingbar für den Erhalt und weiteren Aufbau von Wohlstand in Gräfrath war der Ausbau der Straßenverbindungen. Die überörtlichen Verbindungswege waren zu Beginn des 18. Jahrhunderts in einem untragbaren Zustand und die örtliche Bevölkerung kämpfte lange Jahre für den Ausbau insbesondere der Wege nach Elberfeld und Wald. Doch schließlich wurde von der kurfürstlichen Regierung die Wegeverbindung von Elberfeld über Cronenberg und Solingen zum Bergischen Rheinhafen in Hitdorf bevorzugt und das von Wald und Gräfrath befürwortete Straßenbauprojekt über Demmeltrath und Gräfrath nach Elberfeld nicht berücksichtigt. Man musste sich in Gräfrath mit der im Jahre 1815 von Solingen über Gräfrath und Vohwinkel nach Essen gebauten Provinzialstraße Essen–Solingen zufriedengeben.:39–41
Das Frauenstift, dessen Gebäude man nach den Stadtbränden Ende des 17. Jahrhunderts und Anfang des 18. Jahrhunderts noch wieder aufgebaut hatte, wurde indes 1803 aufgehoben. Sein Grundbesitz wurde verstaatlicht und aus der Stiftskirche wurde die katholische Pfarrkirche St.-Mariä-Himmelfahrt. Das Klostergebäude selbst wurde zur Kaserne umfunktioniert. Im Jahre 1808 erfolgte unter französischer Herrschaft im Rheinland die Einführung von Verwaltungsstrukturen nach französischem Vorbild. Die Freiheit Gräfrath wurde zur Mairie Gräfrath. Ihr gehörten die neben der ehemaligen Freiheit mit ihrer Außenbürgerschaft (der Honschaft Gräfrath) auch die altbergische Honschaft Ketzberg an. Nach dem Rückzug der Franzosen führte Preußen im Rheinland seinerseits neue Verwaltungsstrukturen ein, aus den Mairien wurden 1815 die Bürgermeistereien.:1f.

Der Gräfrather Augenarzt Friedrich Hermann de Leuw

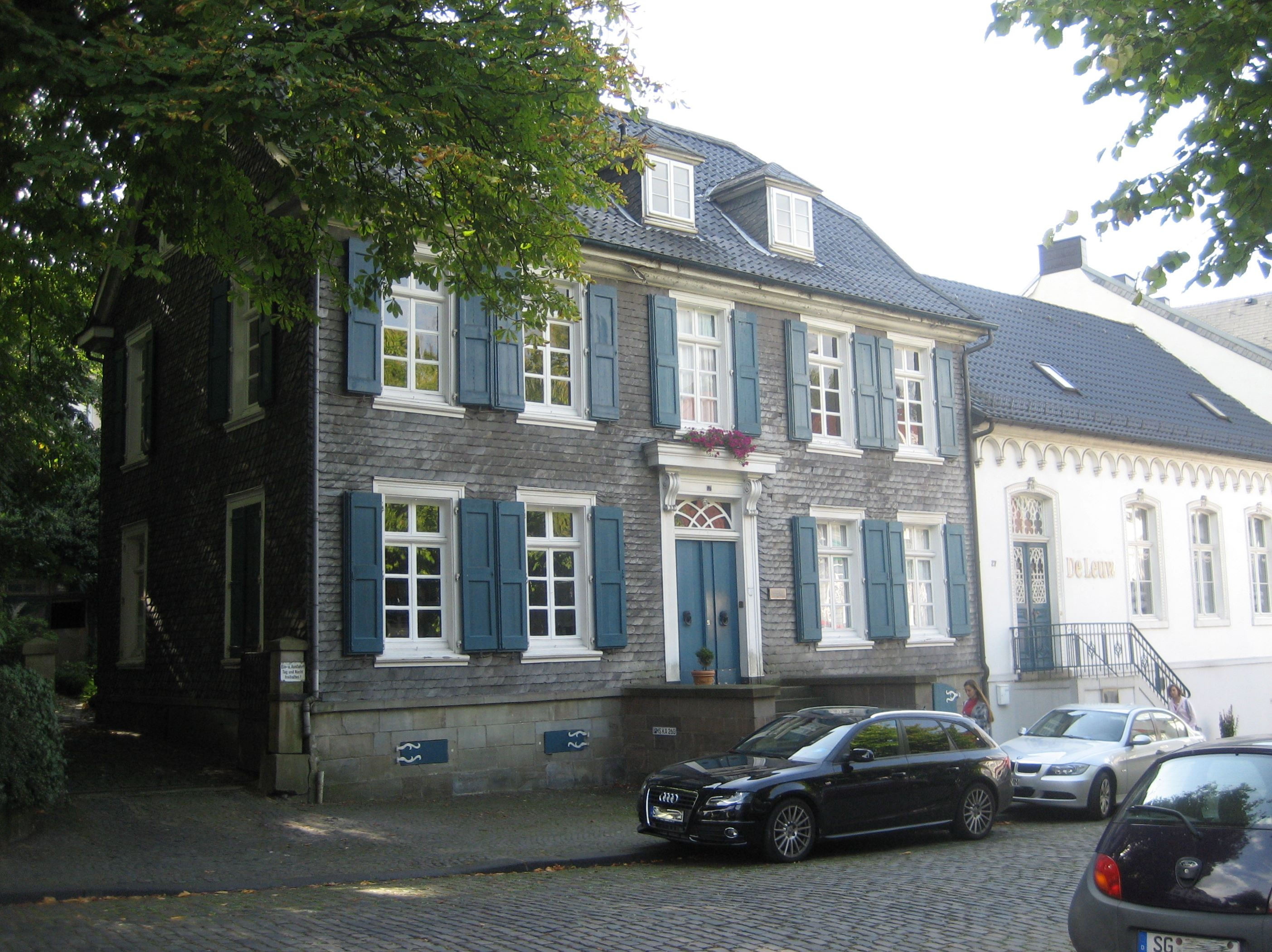
Wohnhaus und angrenzende Praxis de Leuw

Die für Gräfrath vielleicht glanzvollste Periode seiner Geschichte lag ab der ersten Hälfte des 19. Jahrhunderts in dem Wirken des Augenarztes Friedrich Hermann de Leuw begründet. Als Militärarzt im preußischen Heer kam er 1814 nach Gräfrath. Er erfreute sich unter den Bewohnern großer Beliebtheit. Da unter den Soldaten zu jener Zeit die ägyptische Augenentzündung grassierte, spezialisierte sich de Leuw rasch auf den Bereich der Augenheilkunde. Kurzfristig überlegte er, nach Wuppertal-Barmen umzuziehen. Doch diese Stelle wurde nicht frei. Durch unentgeltliche Behandlung der Armen und erfolgreiche Behandlung erlangte de Leuw allmählich überregionale Berühmtheit, was dem einheimischen Gastgewerbe zugutekam. Zwischen 1843 und de Leuws Tod im Jahre 1861 bewohnte der Arzt mit Frau und Tochter das Patrizierhaus „In der Freiheit 25“. Trotz vier erwachsener Söhne hatte er keinen Nachfolger. Rasch nach seinem Tod ließ auch der Fremdenverkehr in Gräfrath wieder nach.:82ff.
Im Jahre 1849 war Gräfrath auch von den Maiaufständen im Zuge der Reichsverfassungskampagne betroffen. Solinger Aufständische holten sich am 10. Mai 1849 aus dem zu diesem Zeitpunkt nur noch unzureichend geschützten Gräfrather Zeughaus Gewehre und Kleidung. 1822 hatte das 40. Landwehr-Bataillon Teile des Klostergebäudes als Kaserne bezogen. Der für die Soldaten angelegte Exerzierplatz wurde zwischen 1923 und 1924 in einen Sportplatz umgebaut.

### 1850 bis 1929
Die Stadtrechte nach der Rheinischen Städteordnung erhielt Gräfrath, das damals etwa 5.000 Einwohner zählte, am 15. Mai 1856. In der zweiten Hälfte des 19. Jahrhunderts erlebte Gräfrath im Zuge der Industrialisierung einen großen Aufschwung. In der zweiten Hälfte des 19. Jahrhunderts siedelten sich in den Gräfrather Außenbezirken mehrere Fabriken an, darunter die 1872 gegründete Seidenweberei Niepmann am Piepersberg, die Stahlwarenfabrik Gottlieb Hammesfahr an der Foche und die 1885 gegründete Süßwarenfabrik Dr. Hillers am Obenflachsberg. Bedingt durch den Zuzug an Fabriken wuchs ebenso der Bedarf an Arbeitskräften, damit stieg auch die Einwohnerzahl der Stadt von etwa 5.400 im Jahre 1871 auf 11.000 im Jahre 1913 rasant an.
Mit dem zunehmenden Wohlstand Gräfraths wuchsen auch die städtischen Investitionen in die lokale Infrastruktur. Eine städtische Sparkasse wurde im Jahre 1884 gegründet. Ihr Einlagenbestand wuchs entsprechend der Wirtschaftskraft der Stadt von 995.000 Mark im Jahre 1890 auf 8.700.000 Mark im Jahre 1913. Eine städtische Gasanstalt wurde an der nach ihr benannten Gasstraße (heute Nümmener Straße) 1891 eingeweiht. Sie versorgte im ersten Jahr 150 Verbraucher. Den wirtschaftlichen Aufschwung der Stadt begünstigte zudem der Bau der aufgrund ihres kurvenreichen Verlaufes sogenannten Korkenzieherbahn zwischen Vohwinkel und Solingen. Der erste Teilabschnitt zwischen dem Vohwinkeler und Walder Bahnhof mit dem Gräfrather Bahnhof als Zwischenstation eröffnete am 15. November 1887. Die Bauarbeiten für die Strecke hatten sich zuvor über zwei Jahre hingezogen, die Strecke verlief in einer S-Kurve an der Gräfrather Altstadt vorbei, der Bahnhof wurde östlich der Ortslage Ziegelfeld errichtet. Den Bahndamm südwestlich der Gräfrather Altstadt an der Bandesmühle vorbei hatten im Jahr 1886 etwa 900 auswärtige Arbeiter angelegt.:60ff.

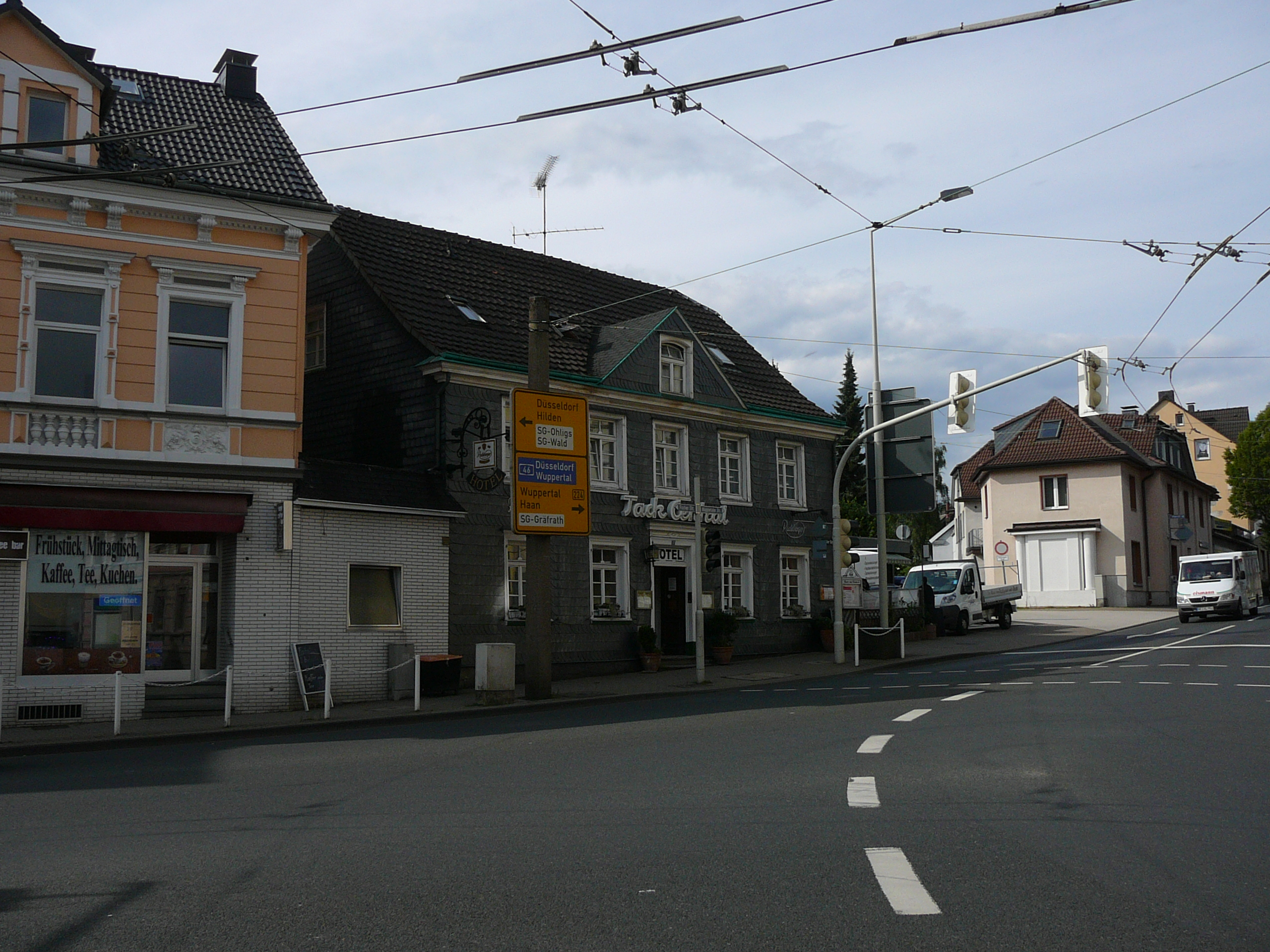
Der Central: Einst Straßenbahnknotenpunkt der Solinger Kreisbahn

Im Personenverkehr weitaus stärker frequentiert war die im November 1898 eingeweihte elektrische Straßenbahn, die Gräfrath zuerst im südlichen Ortsteil Central erreichte durch die Solinger Kreisbahn, die von Solingen nach Wald führte. Wenig später, im Januar 1899, folgte die Kreisbahnstrecke vom Central durch den Gräfrather Ortskern bis Vohwinkel. Diese Strecke, die kürzer und billiger für die Fahrgäste war, führte rasch zu einer merklichen Abnahme des Personenverkehrs auf der Korkenzieherbahn.
Die Verwaltung der Stadt Gräfrath war zunächst nur in angemieteten Räumen im Ortskern untergebracht. Die Räumlichkeiten waren beengt und so mussten für weitere Abteilungen noch weitere Gebäude mitgenutzt werden. Mitte der 1870er Jahre kamen Pläne auf, ein eigenes Rathaus zu errichten. Die Stadt kaufte 1880 an der damaligen Solinger Straße (heute In der Freiheit) ein Grundstück für 4.350 Mark, um dort zu bauen. Für den Bau lieh sich die Stadt bei der Sparkasse Solingen am 19. Februar 1881 20.000 Mark. Die Bauarbeiten konnten noch im gleichen Jahr abgeschlossen werden. Allerdings stellte sich das Rathaus rasch als zu klein heraus. Überdies war es eher im Stil eines bergischen Bürgerhauses gestaltet als in der repräsentativen Gestaltung eines Rathauses. Die Verwaltung wuchs kontinuierlich und aus Platzgründen mussten die Stadtratssitzungen in ein Gräfrather Wirtshaus verlegt werden.:54ff.
Während der Gräfrather Ortskern aufgrund seiner geographischen Lage in einer Talmulde kaum Wachstumspotential bot, entstanden am Ende des 19. Jahrhunderts viele neue Wohnhäuser in den Außenbezirken der Stadt, darunter vor allem am Zentral, der, um die Nebenstraßen erweitert, bevorzugtes Gräfrather Siedlungsgebiet wurde. Noch heute zeugen davon die zahlreichen Bauwerke der Gründerzeit, in aller Regel zweistöckige Mietshäuser.
Ab dem Jahre 1900 bekleidete Bernhard Bartlau das Bürgermeisteramt. In seine Amtszeit fielen zahlreiche Projekte, die Gräfrath modernisierten und auf die Zukunft als wachsende Kleinstadt vorbereiteten. Im Jahre 1901 wurden Betriebe und Privathaushalte an das Stromnetz angeschlossen. 1905 wurde das Wasserwerk mit dem Pumpwerk am Grund und dem 200 Kubikmeter fassenden Wasserturm am Exerzierplatz in Betrieb genommen. Auch die sozialen Einrichtungen wurden ab der Jahrhundertwende stärker in den Fokus genommen. Eine Wohnsiedlung für Arme entstand an der Bergstraße (heute Hildebrandstraße). Eine Hilfsschule wurde im Jahre 1904 eingeweiht, die Jugendfürsorge entstand 1909. Ebenfalls in diesem Jahr wurde der Gräfrather Marktplatz umgestaltet. Das über hundert Jahre alte, minderwertige Pflaster mit zahlreichen Unebenheiten wurde entfernt, der Platz begradigt, der Wasserabfluss unterirdisch verlegt und auch die Treppe zur Klosterkirche erneuert. Auf diesen Umbau geht das heutige Erscheinungsbild des Marktplatzes zurück. In den Jahren 1924 bis 1925 entstand der Gräfrather Transformatorenturm an der westlichen Klostermauer, der sich durch seinen Baustil architektonisch an den Ortskern anpasst.:62ff.

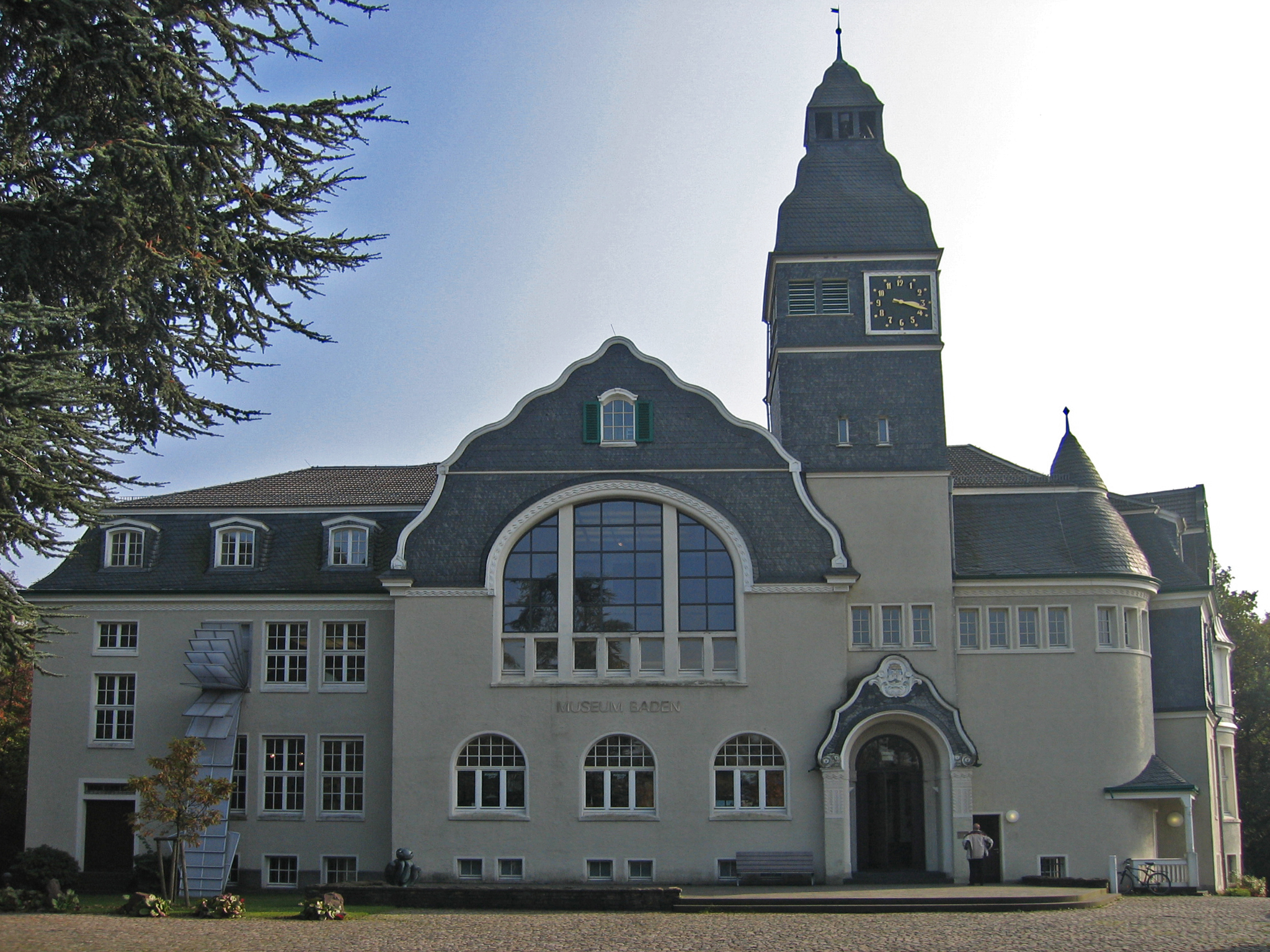
Das im Neubergischen Stil erbaute ehemalige Gräfrather Rathaus (1907/1908)

Im Zusammenhang mit der wirtschaftlichen Entwicklung der Stadt Gräfrath stand auch der Bau des neuen Rathauses im Jahre 1907 bis 1908. Maßgeblich für einen Neubau eingesetzt hatte sich Bürgermeister Bartlau, der wollte, dass Amtsräume, Bürgermeisterwohnung und Stadtratssaal unter einem Dach Platz fanden. Dem 160.000 Mark teuren Neubau im Neubergischen Stil ging ein Stadtratsbeschluss vom 12. November 1906 voraus. Als Standort für das Gebäude wurde bewusst die Anhöhe am Bahnübergang südlich des alten Stadtkerns gewählt, um sich den diversen Außenbezirken Gräfraths anzunähern, die sich im Laufe der Zeit gebildet hatten – die Ausrichtung des Rathauses erfolgte jedoch in Richtung des historischen Ortskerns. Im Jahre 1907 erhielt die Stadt Gräfrath zudem ein eigenes Stadtwappen.
Doch schon wenige Jahre später, am 1. August 1929, wurde Gräfrath mit der Stadtgemeinde und dem Stadtkreis Solingen sowie den Städten Wald, Höhscheid und Ohligs zur Großstadt Solingen zusammengeschlossen.

### Seit den 1930er Jahren
Eines der 25 Solinger Notstandsprojekte zur Bewältigung der Arbeitslosigkeit in der Weltwirtschaftskrise war der Bau der Umgehungsstraße um die Gräfrather Altstadt.:422. Noch in der Weimarer Republik geplant, wurde die Wuppertaler Straße in den Jahren 1933 bis 1934 gebaut und damit der historische Ortskern vom zunehmenden LKW- und PKW-Verkehr entlastet. Neuer Wohnraum für die Mitglieder des Bauvereins Gräfrath entstand in den 1920er und 1930er Jahren in den Gräfrather Außenbezirken, etwa am Untenflachsberg oder im Bereich Melanchthon-, Hutten- und Schulstraße und am Heider Hof.
Im Zweiten Weltkrieg blieb Gräfrath von den Bombenangriffen der Alliierten weitgehend verschont. In der Nachkriegszeit wuchs Gräfrath vor allem durch zahlreiche neue Einfamilienhaussiedlungen wie der an der Katharinenstraße. Die Autobahn 46 (A 46) mit der Anschlussstelle Haan-Ost unweit der Stadtgrenze zu Solingen-Gräfrath wurde in den frühen 1970er Jahren gebaut und 1974 eröffnet.

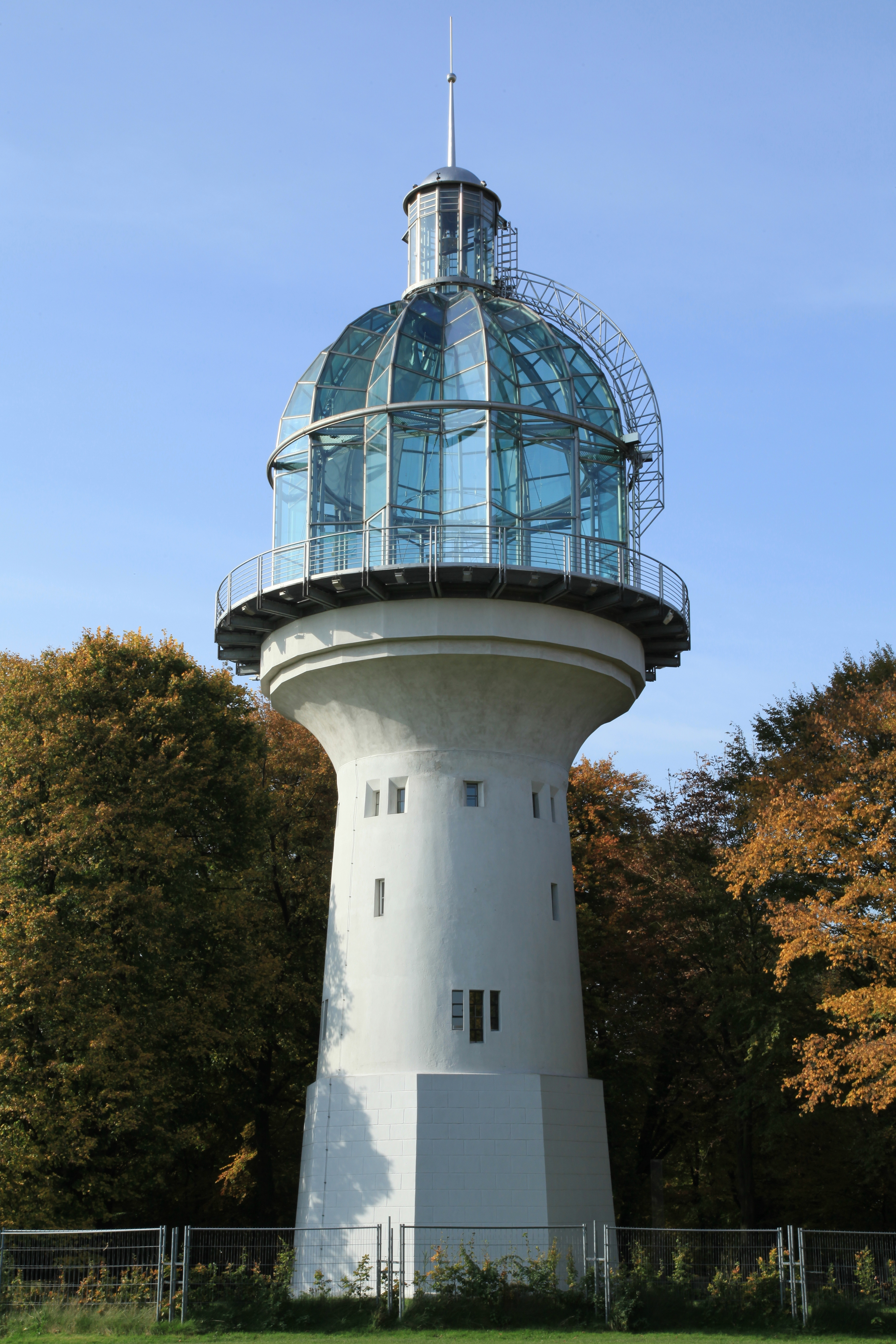
Gräfrather Wasserturm, ab 1993 zum Lichtturm umgebaut

Der Gräfrather Wasserturm am Flockertsholz wurde im Jahre 1983 außer Betrieb gesetzt. Ursprünglich war der Abriss des maroden Turms geplant, ehe er aufgrund seiner Bedeutung unter Denkmalschutz gestellt wurde. 1993 entwarf der renommierte Lichtplaner Johannes Dinnebier Pläne einer Umgestaltung des Turms zur Event Location. Der Denkmalschutz wurde aufgehoben, das Bauwerk renoviert und der gemauerte Wasserbehälter durch eine transparente Kuppel aus Glas und Stahl ersetzt. Der Lichtturm ist seither Schauplatz für Lichtinszenierungen aller Art.
Große, zuvor landwirtschaftlich genutzte Flächen in Gräfrath wurden ab Mitte der 1980er Jahre zu Gewerbe- und Industriegebieten umgebaut. Das erste größere seiner Art war jenes am Dycker Feld, das sich heute bis zum Heider Hof erstreckt. Das Gelände der ehemaligen Ziegelei am Untenflachsberg wurde nach ihrem Abriss 1971 in das Gewerbegebiet Flachsberg umfunktioniert, dessen Erschließungsstraße den Namen Alte Ziegelei trägt. In den 2000er Jahren wurde westlich der Ortslage Piepersberg im Gräfrather Norden der Businesspark Piepersberg gebaut, in dem sich in unmittelbarer Nähe zur A 46 einige Unternehmen ansiedelten.
Anfang der 1990er Jahre wurde die Straße Roggenkamp angelegt. Sie verband nunmehr auf direktem Weg, dem Bahndamm folgend, den Autobahnanschluss zur A 46 in Haan-Ost mit Gräfrath. Dabei durchschnitt sie den vorherigen Durchgangsweg, die Oberhaaner Straße, die seither zweigeteilt ist.
Der Eisenbahnverkehr auf der Korkenzieherbahn wurde zwischen Gräfrath und Vohwinkel 1989 endgültig eingestellt, das Bahnhofsempfangsgebäude schließlich im Jahre 2011 abgerissen. Heute führt ein beliebter Fuß- und Radweg, die Korkenziehertrasse, über die ehemalige Eisenbahnstrecke, der im Rahmen der Regionale 2006 realisiert wurde. Im ehemaligen Rathaus war von 1954 bis 1990 das Deutsche Klingenmuseum untergebracht, bis es 1991 in größere Räume in das ehemalige Klostergebäude umzog. Das alte Rathaus beherbergt seit 1996 das Kunstmuseum Solingen (bis 2012 Museum Baden). Der Stadtbezirk Gräfrath ist mit heute rund 19.000 Einwohnern der kleinste in Solingen.

## Wappen und Siegel
Das älteste nachweisbare Siegel der Freiheit Gräfrath ziert eine Urkunde vom 22. Juli 1483. Das Wachssiegel zeigt eine Christusfigur mit einem Lamm auf dem rechten Arm und einem Palmzweig in der linken Hand. Nach der Erhebung Gräfraths zur Stadt im Jahre 1856 sollte unter Bürgermeister Bartlau Anfang des 20. Jahrhunderts auch ein Wappen entworfen werden.

Die ersten Entwürfe waren aus historischen Gründen von dem ursprünglichen Siegel inspiriert und stammten von dem Berliner Maler Heinrich Rahde. Sie wurden jedoch später abgelehnt. Anstelle des Bergischen Löwen fand so unter dem Maler Mar Block das sogenannte Gräfrather Rad Einzug in den neuen Wappenentwurf, der schließlich am 30. Oktober 1907 genehmigt wurde und seit dem Bau des neuen Rathauses auch dessen Portal ziert.:58ff.
| Wappen von Gräfrath | Blasonierung: „In einem viereckigen Schild mit schwarzsilberner Bordure erhebt sich auf dreihügeligem Berg ein zweitürmiges silbernes Stadttor mit dem silbernen Katharinenrad. Auf blauem Grund steht über dem Tordach ein goldener Stern. Die Tortürme tragen Kuppeln mit je einer Fahne. Über dem Wappenschild erhebt sich eine zinnengekrönte Stadtmauer mit geschlossenem Tor und drei Türmen.“ |
| Wappen von Gräfrath | |

## Bürgermeister
Folgende Persönlichkeiten übten in der Bürgermeisterei und späteren Stadt Gräfrath von 1800 bis 1929 das Amt des Bürgermeisters aus:
- Jacob de Foy (1800)
- Johann Benjamin Brass (1801)
- Franz Ad. Schnitzler (1802)
- Abraham Heiderhoff (1802)
- Philipp Jacob Schnitzler (1803)
- Joh. Jac. de Foy (1804)
- Franz Arnold Wilhelm Schnitzler (1805)
- Johann Jacob Pieper (1807)
- Johann Jacob de Foy (1813)
- Philipp Schramm (1813–1814)
- Peter Rauh (1814–1817)
- Christian Nohl (1817–1819)
- Ludwig Pithan (1819–1823)
- Carl Everhard Willemsen (1823)
- Peter Höfer (1823)
- Peter Banniza (1823–1828)
- Bartsch (1828–1832)
- Karl Ueßeler (1832–1876)
- Kürten (1876–1900)
- Bernhard Bartlau (1900–1924)
- Theodor von der Thüsen (1924–1929)

## Politik
Bezirksbürgermeister Gräfraths ist seit Ende 2020 Peter Hanz (SPD), seine Stellvertreter sind Jonathan Bürger (CDU) und Ruth Fischer-Biniek (Grüne).
| Sitzverteilung in der Bezirksvertretung Gräfrath 2020Insgesamt 13 Sitze - Linke: 1 - SPD: 4 - Grüne: 2 - CDU: 4 - FDP: 1 - AfD: 1 Bezirksvertretungswahl 2020in Prozent %403020100 30,930,417,55,64,43,87,4 SPDCDUGrüneFDPAfDLinkeSonst.gGewinne und Verlusteim Vergleich zu 2009 %p 6 4 2 0 −2 −4 −6−1,4−4,3+5,5+0,4+4,4−1,1−3,6SPDCDUGrüneFDPAfDLinkeSonst.Anmerkungen:g darunter: BfS 2,8 % (−1,1 %p) |

In der Bezirksvertretung arbeitet seit 2020 eine Gestaltungsmehrheit aus SPD, Grüne und Linke zusammen.

## Bevölkerungsentwicklung
Die folgende Tabelle veranschaulicht die Entwicklung der Einwohnerzahl in Gräfrath in einigen ausgewählten Jahren ab dem Jahre 1871:
| Jahr | Einwohner |
| ---- | --------- |
| 1871 | 5.424     |
| 1880 | 5.881     |
| 1900 | 7.935     |
| 1910 | 10.066    |
| 1925 | 10.582    |
| 2011 | 18.555    |
| 2013 | 18.632    |

## Historischer Ortskern

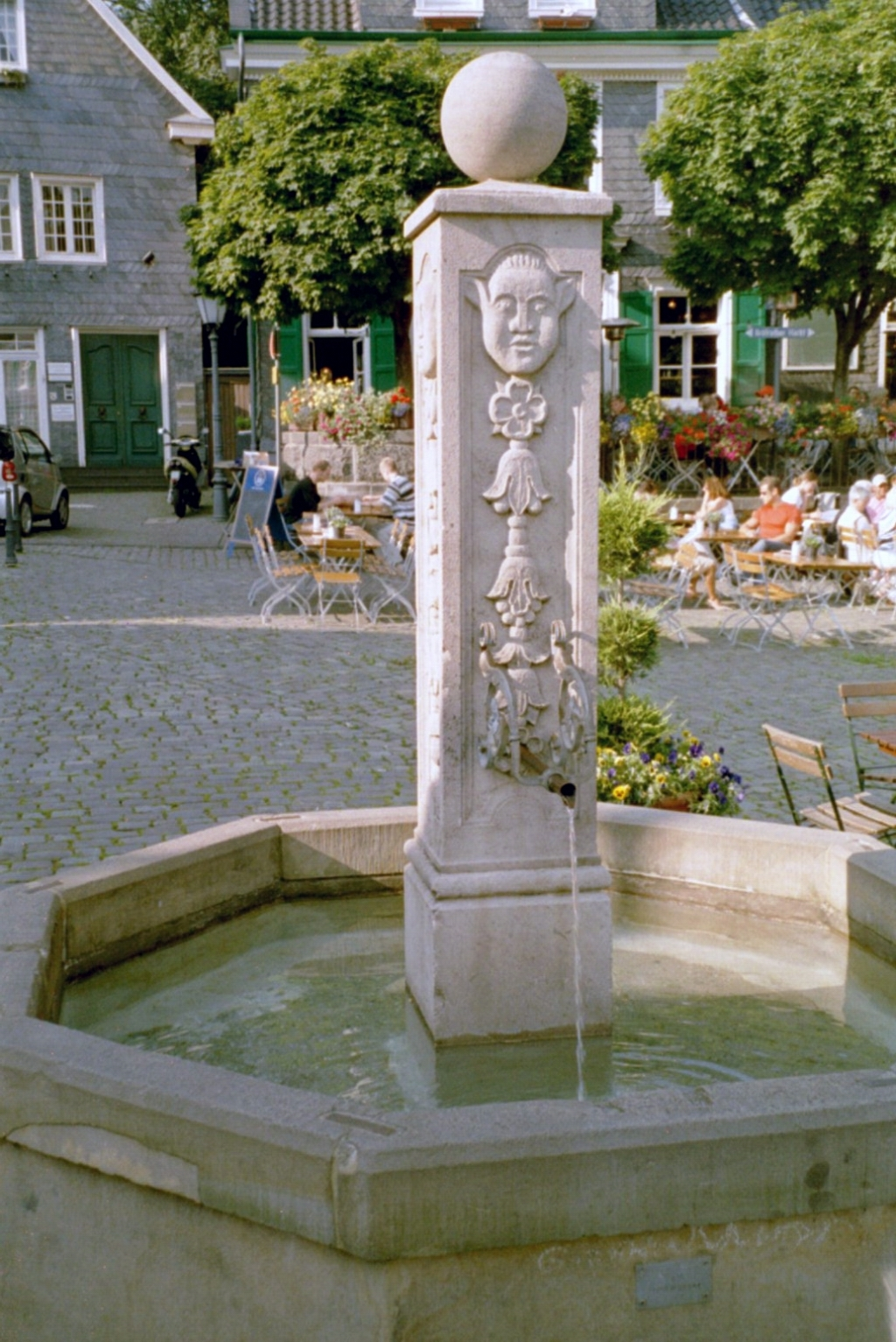
Blick auf den Gräfrather Brunnen mit Kaffeehaus im Hintergrund

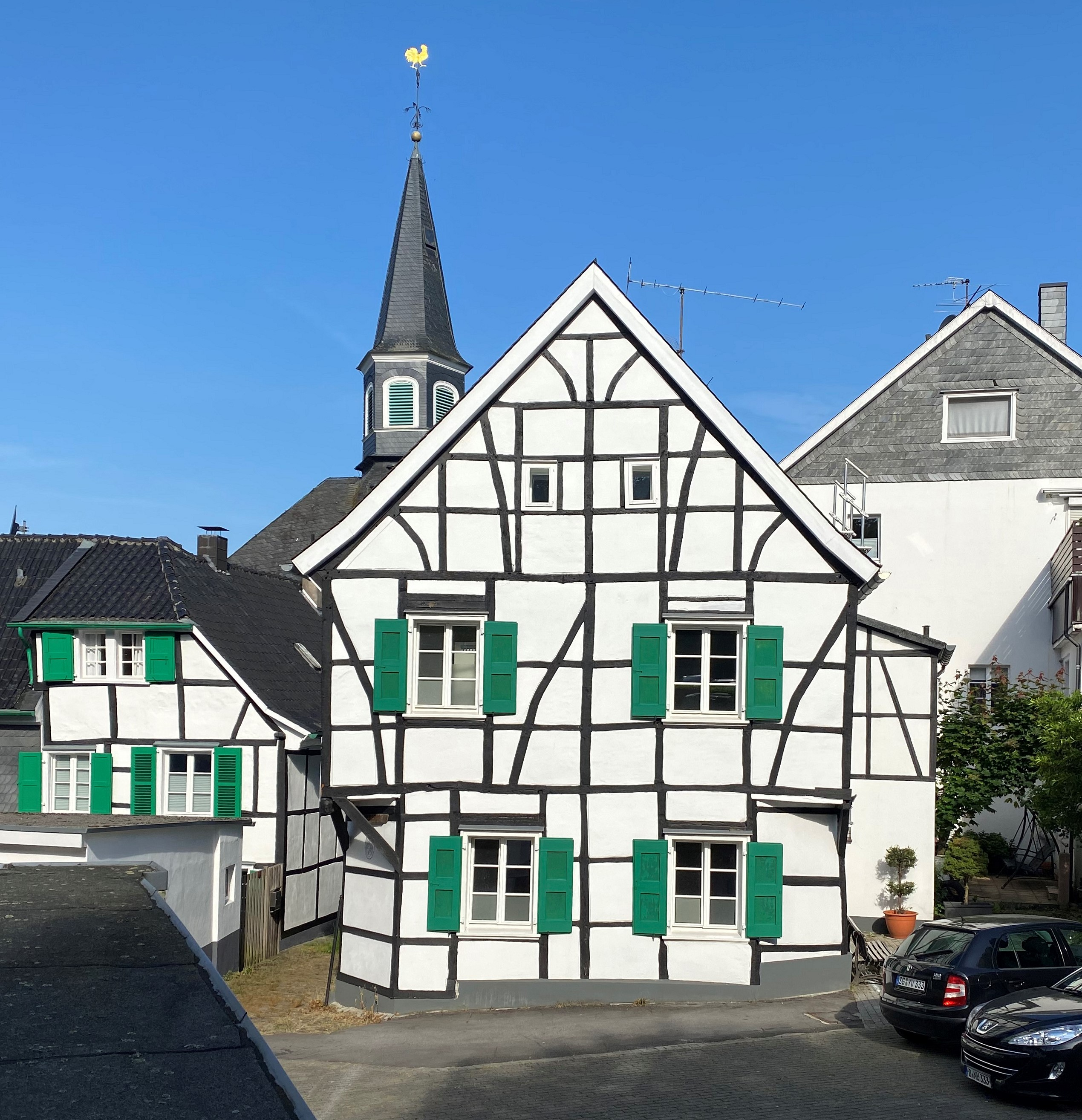
Fachwerk am Gräfrather Markt

Die Altstadt Gräfrath befindet sich in einer Talsohle zwischen der Roßkamper Höhe in Wuppertal und dem Gräfrather Parkfriedhof in Richtung Solingen, abseits der im Jahre 1934 gebauten Wuppertaler Straße, der heutigen Bundesstraße 224. Der in seiner Grundstruktur mittelalterliche Ortskern präsentiert sich mit seiner Bebauung als biedermeierliche bergische Kleinstadt des beginnenden 18. Jahrhunderts. Links und rechts der gepflasterten Straßen stehen zumeist zwei- oder dreigeschossige, verschieferte Fachwerkhäuser des Bergischen Stils. Für diese Bautradition üblich ist der schwarze Anstrich des Ständerwerkes, der weiße Anstrich der Fenster- und Türrahmen, die Kalkung der Gefache, der grüne Anstrich der Fensterläden und Türen und der Einsatz von rheinischem Schiefer zur Wandverkleidung. Oft wurde zunächst nur die Wetterseite der Gebäude verschiefert; wohlhabende Bauherrn leisteten sich allerdings schon früh eine allseitige Verschieferung ihrer Häuser. Die Luftangriffe auf Solingen im November 1944 gingen beinahe spurlos am Ortskern vorüber, so dass nur wenige Beschädigungen durch Bomben eintraten.
Gräfraths kulturelles Zentrum ist der zentral gelegene Marktplatz am Fuße des Klosterbergs, mit der alles überragenden katholischen Pfarrkirche St. Mariä Himmelfahrt, die nach dem großen Stadtbrand von 1686 und einem weiteren Brand im Jahre 1717 im Stil des Barock wiederaufgebaut wurde. Dabei verwendete man auch das aus dem 13. Jahrhundert stammende Portal eines ihrer Vorgängerbauten. Rückwärtig an die Kirche schließen sich die großvolumigen Klostergebäude an.
Einige Dutzend Stufen unterhalb der Kirche, der Kirchtreppe folgend, gelangt man auf den Marktplatz, bei dessen Umgestaltung zu Beginn des 20. Jahrhunderts die Treppe gebaut wurde. Der Brunnen, der nicht bis zum Grundwasser reicht, sondern ein das Wasser des Bachs Itter auffangendes Becken ist, stammt aus dem Jahre 1957 und imitiert den Vorgängerbau aus der ersten Hälfte des 18. Jahrhunderts. Viele der Gebäude am Gräfrather Markt besitzen nachträglich installierte, aus dem 19. oder 20. Jahrhundert stammende Ladeneinbauten. Herausstechend ist die 1688 errichtete evangelische Kirche auf der Ecke zur Gerberstraße, die sich als schlichter, verputzter Saalbau mit barockem Turm präsentiert.
Der Verlauf des ehemaligen Stadtwalls rings um den Marktplatz herum ist auch heute noch anhand der Straßen Täppken, Am Graben und Am Wall nachvollziehbar. Die Befestigung wurde allerdings nach 1686 sukzessive abgetragen und die dadurch freigewordenen Flächen zu großen Teilen bebaut. Mauerreste befinden sich noch in der Gasse Am Wall, ebenso ein alter Wappenstein aus dem Jahre 1654.

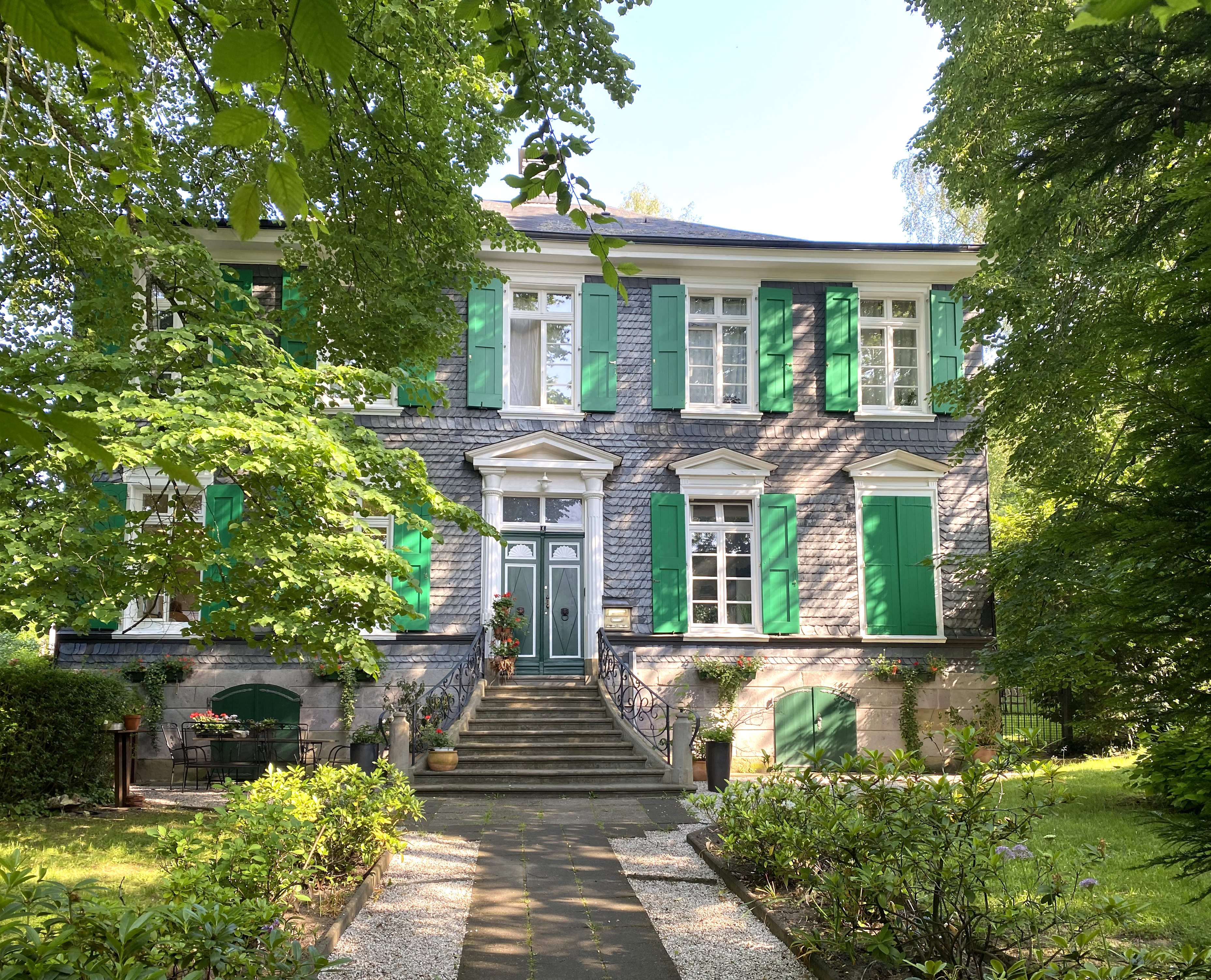
Patrizierhaus Oberhaaner Straße 6

Die Straße In der Freiheit bildete die ehemaligen Durchgangsstraße durch den Ort. Hier verkehrte von 1898 bis zum Zweiten Weltkrieg auch die Straßenbahn zwischen Solingen und Wuppertal. Im Zuge dessen mussten auch zwei Gebäude am Gräfrather Markt/Ecke Küllersberg abgerissen werden, da der Kurvenradius zu eng bemessen war. Im Gegenzug entstand an der Ecke ein massives, dreigeschossiges Jugendstil-Wohnhaus, das augenscheinlich aus den umliegenden Bauwerken heraussticht. Im massiven Gebäude In der Freiheit 27, 1859 erbaut, befand sich der Operationssaal des Augenarztes De Leuw. In den Straßen In der Freiheit und Walder Straße befinden sich zudem vier Villen, die teils im Schweizer Landhausstil in der zweiten Hälfte des 19. Jahrhunderts errichtet wurden.
Ebenfalls zum historischen Ortskern zählt die Garnisonstraße, die nach einem ehemals dort befindlichen Landwehrbataillon benannt ist. Sie verbindet den Marktplatz im Norden mit dem ehemaligen Brandteich. Auch die Oberhaaner Straße und das an ihr befindliche herrschaftliche bergische Patrizierhaus sind Teil des historischen Stadtteils.

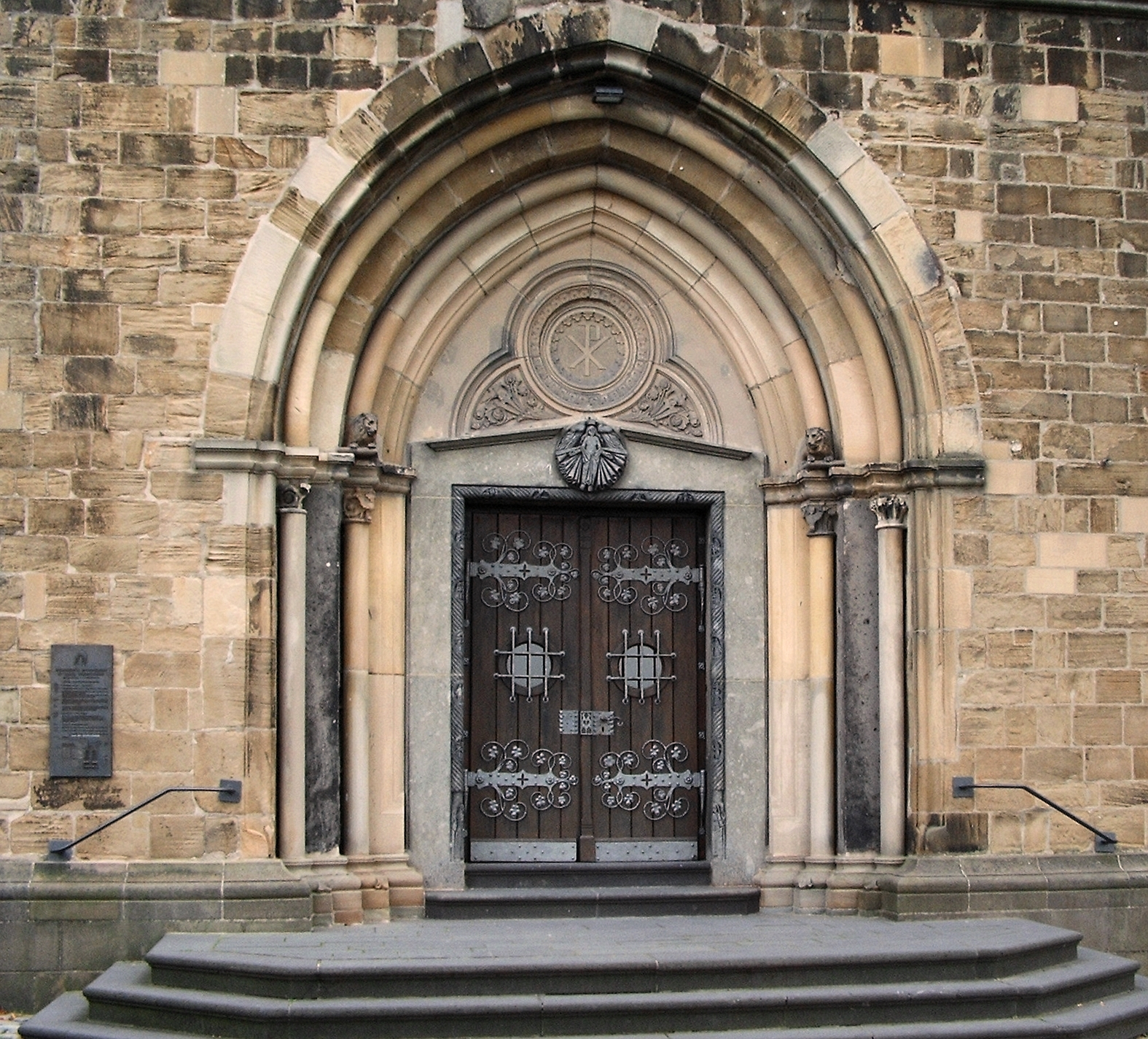
Portal der katholischen Pfarrkirche
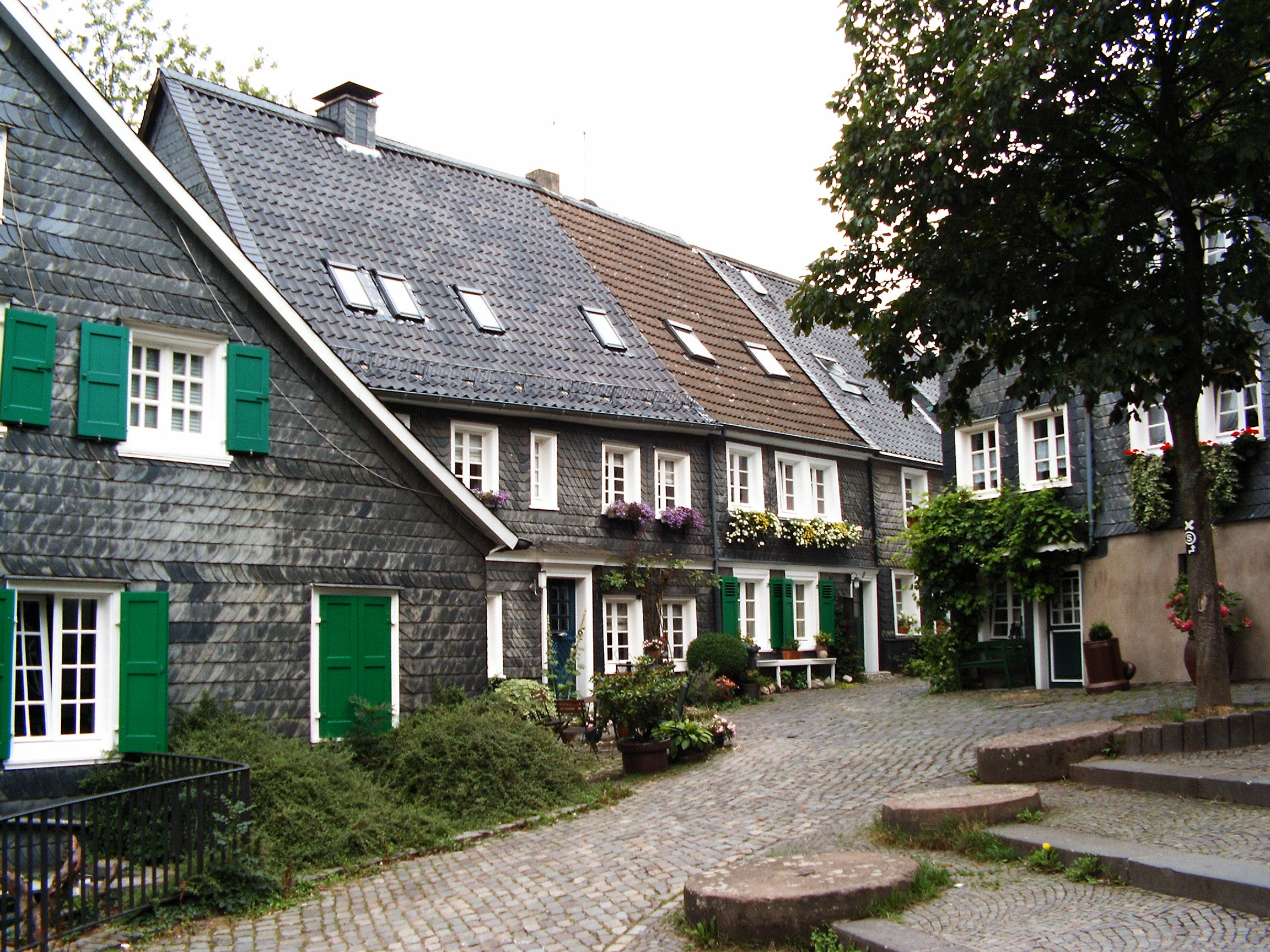
Bebauung am Gräfrather Markt/Kirchtreppe
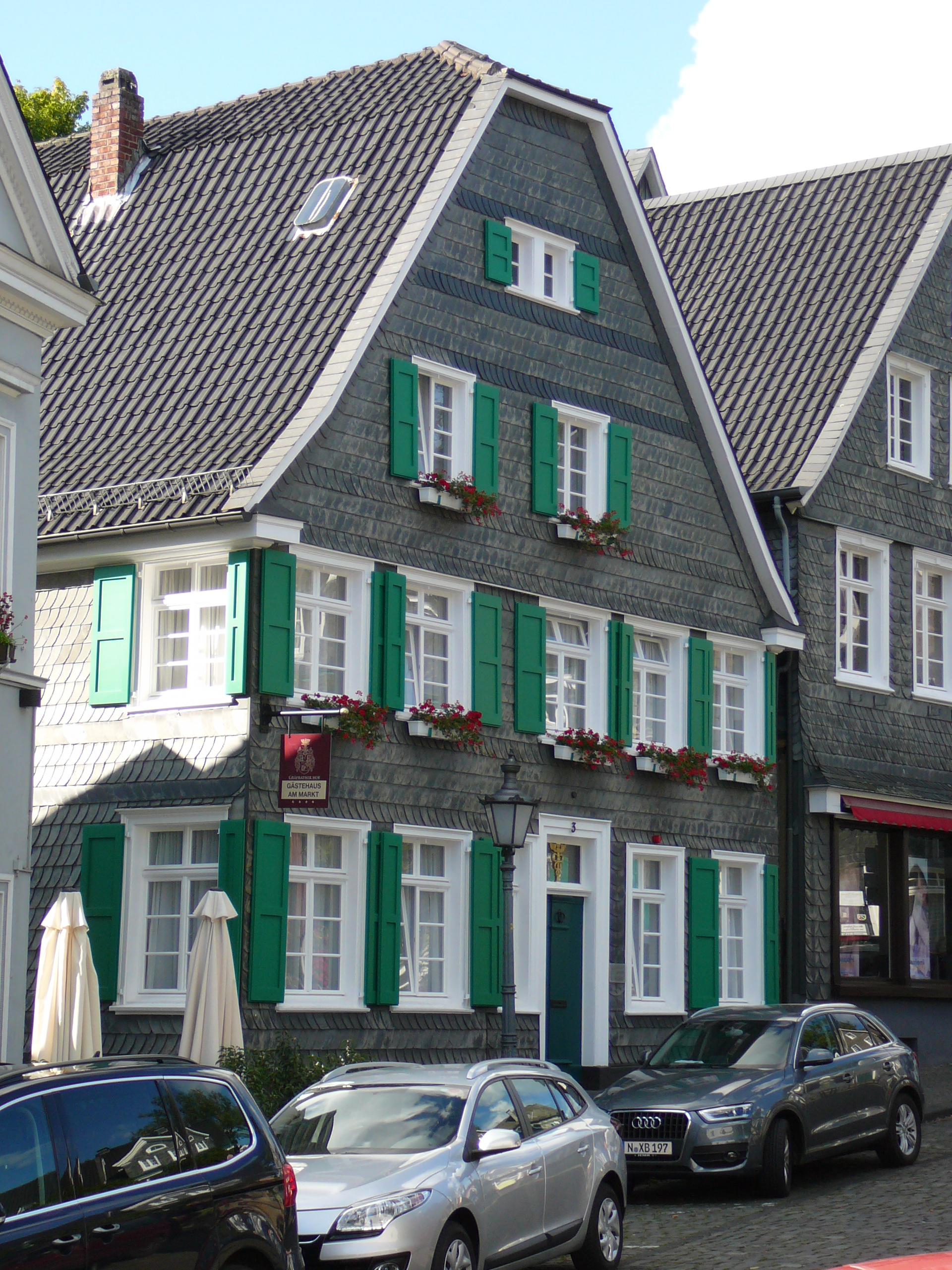
Haus am Gräfrather Markt
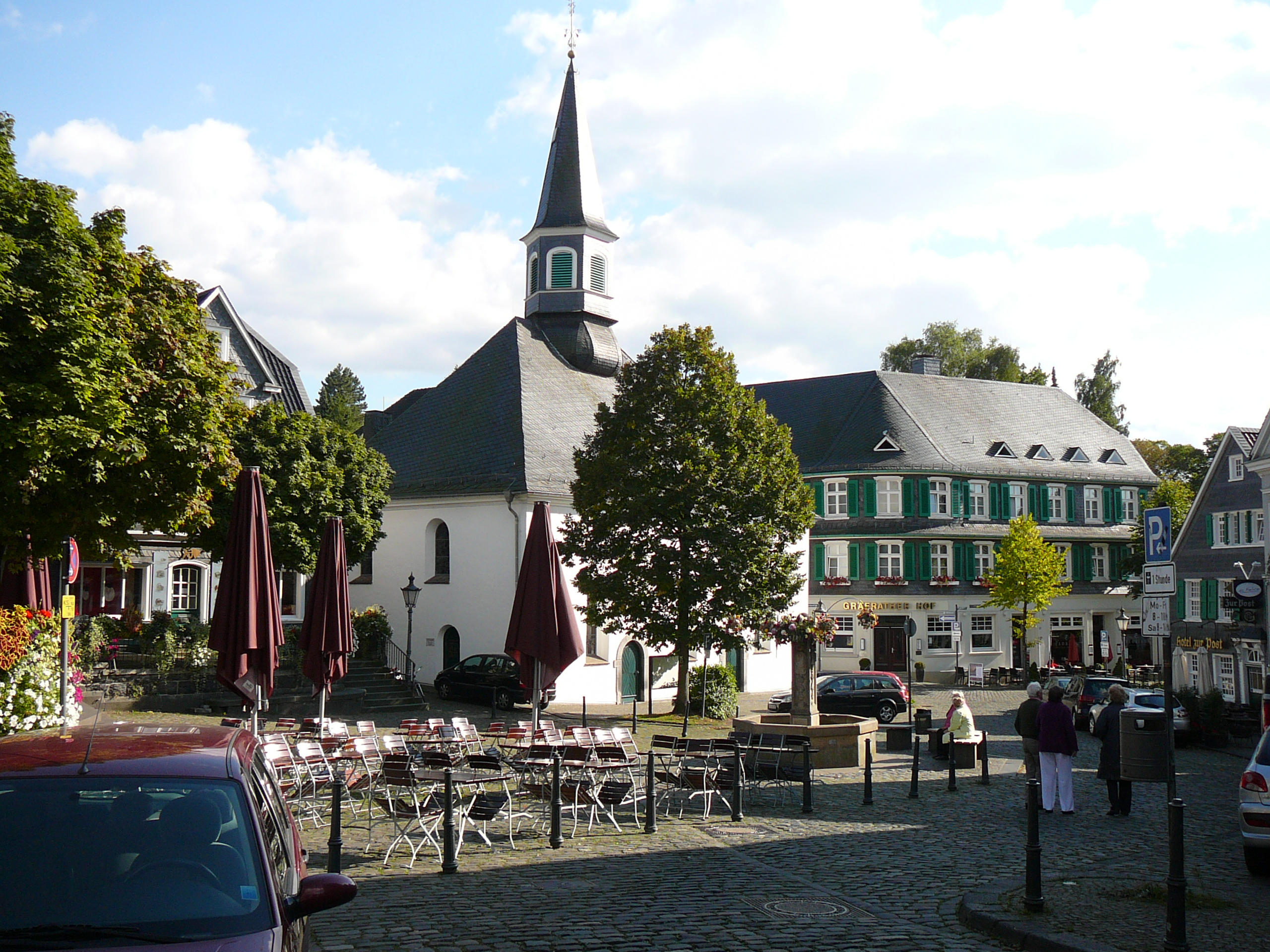
Blick über den Gräfrather Markt
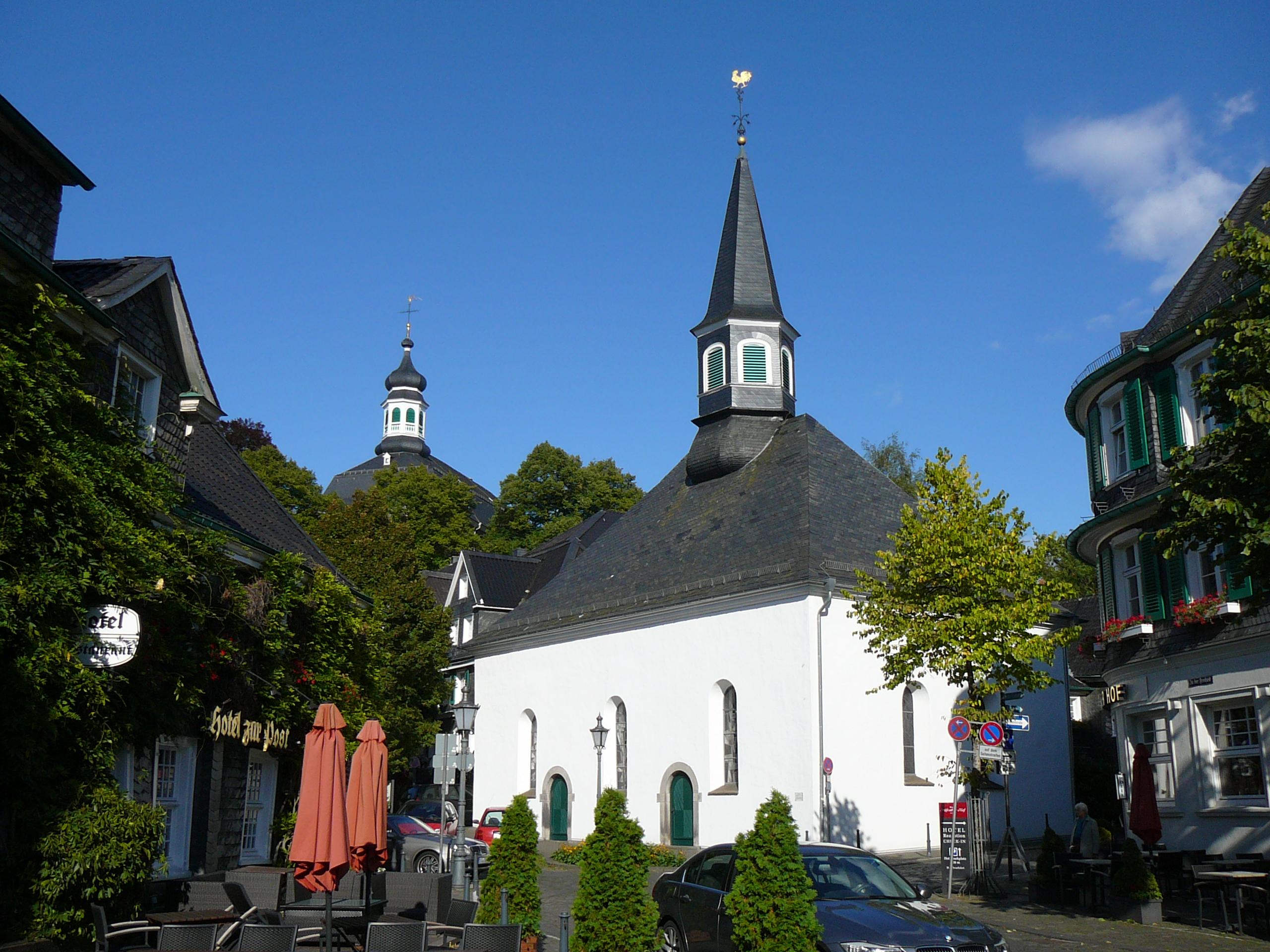
Die evangelische Kirche am Marktplatz
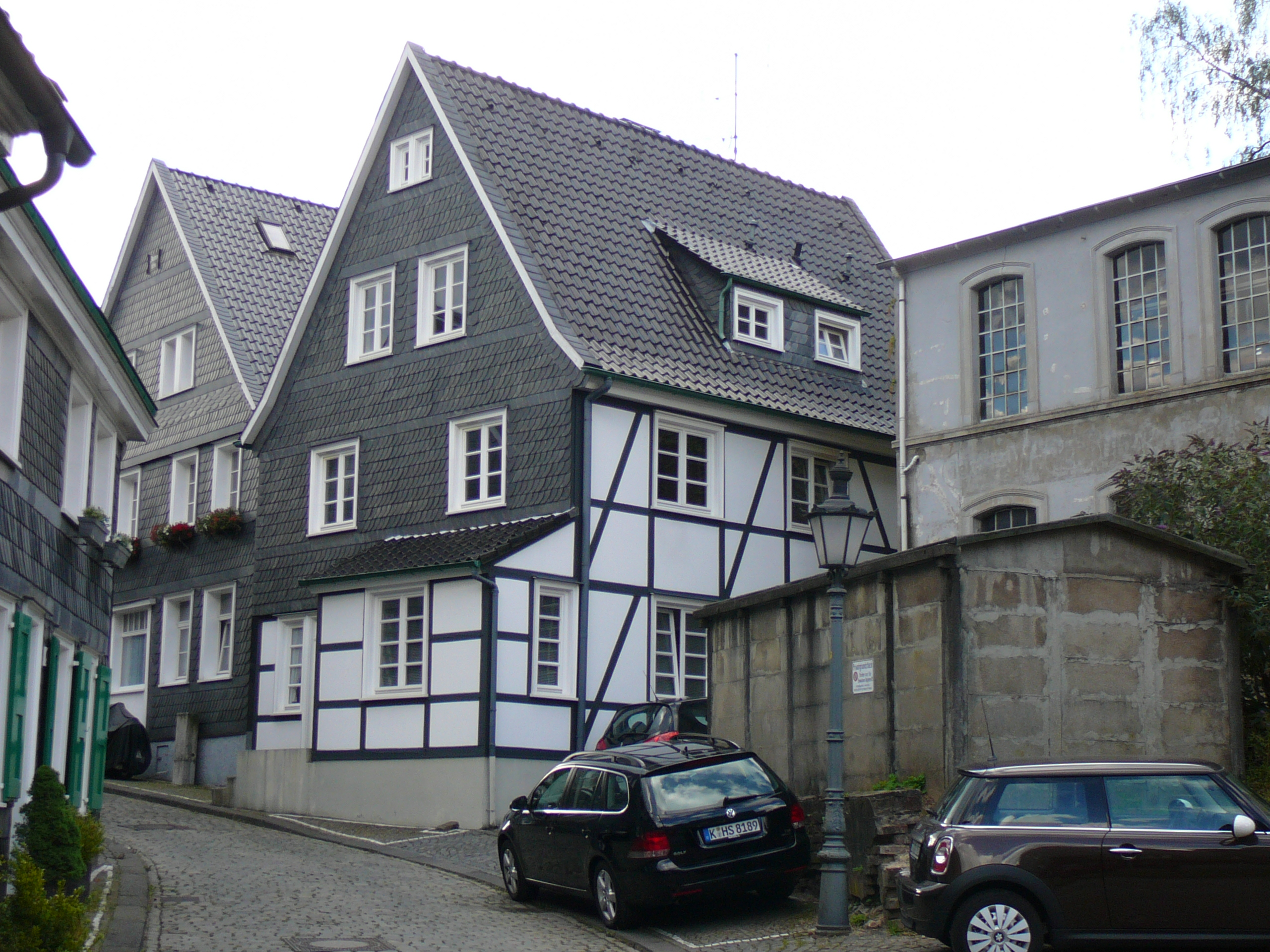
Straßenzug Täppken
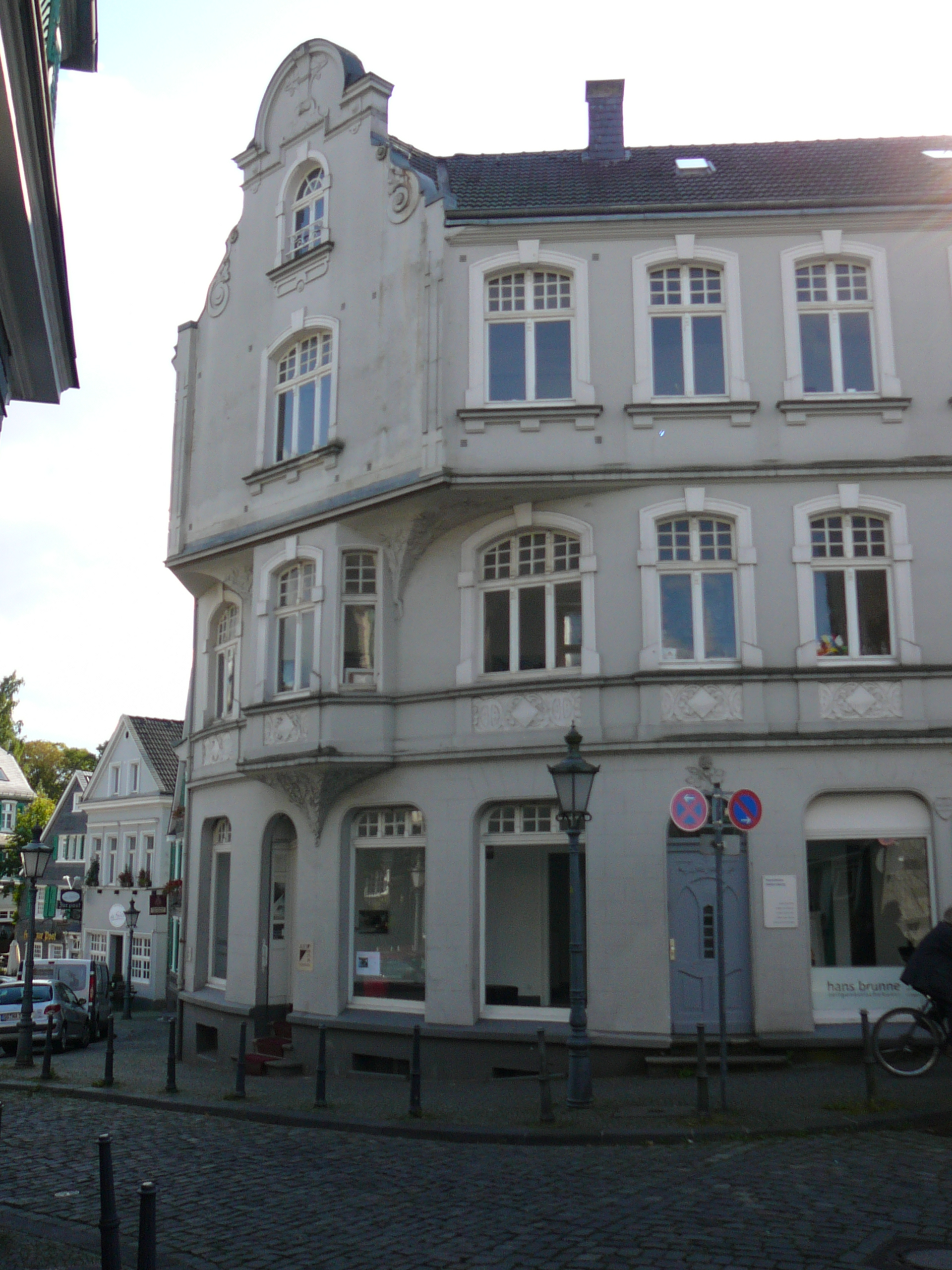
Das nach dem Bau der Straßenbahn errichtete Gebäude am Küllersberg

## Kultur und Sehenswürdigkeiten

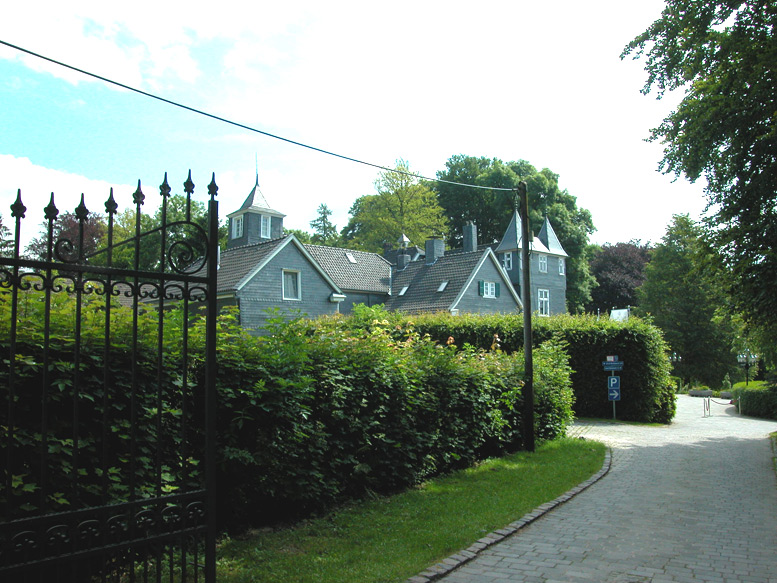
Haus Grünewald

### Sehenswürdigkeiten

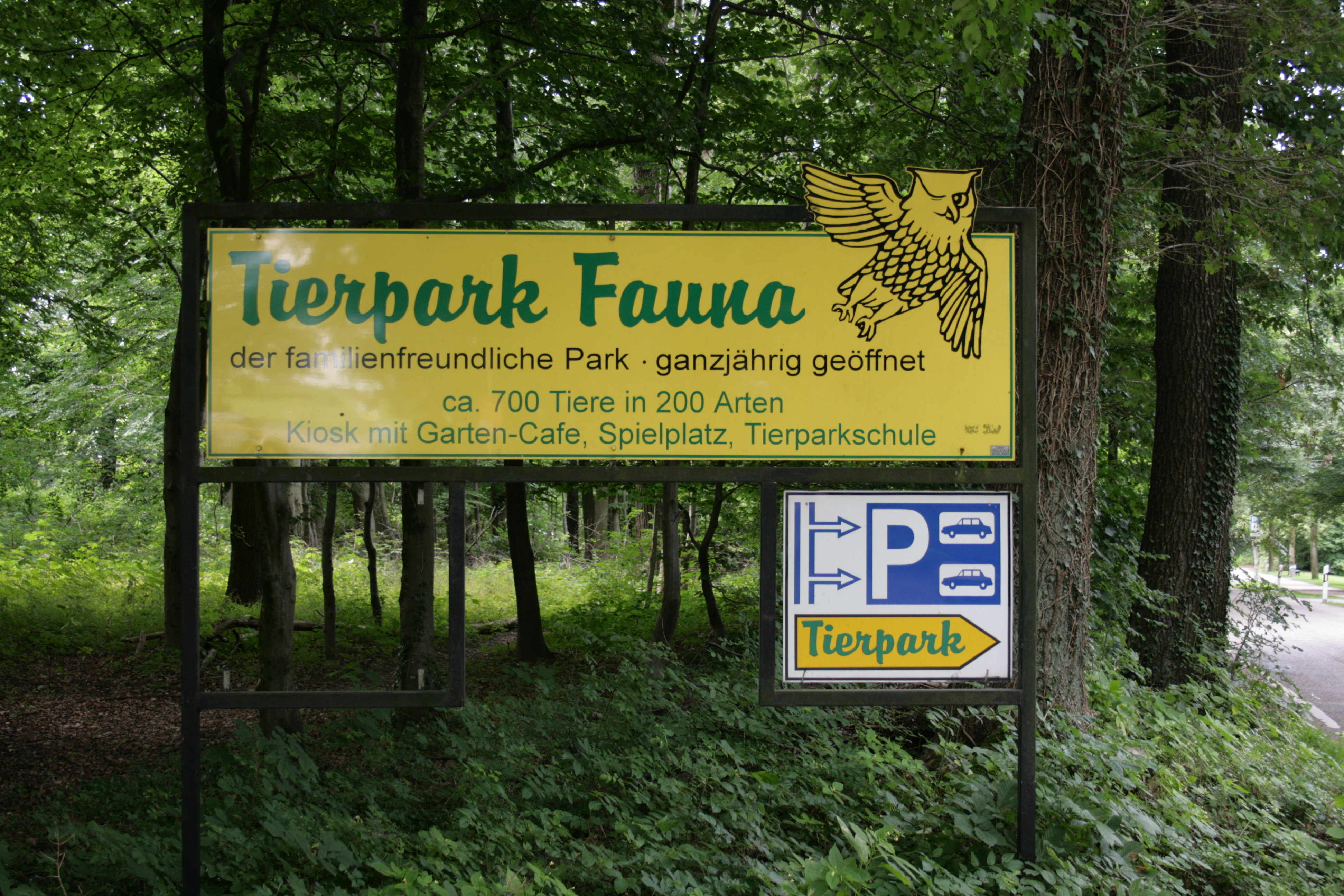
Eingang des Tierparks Fauna

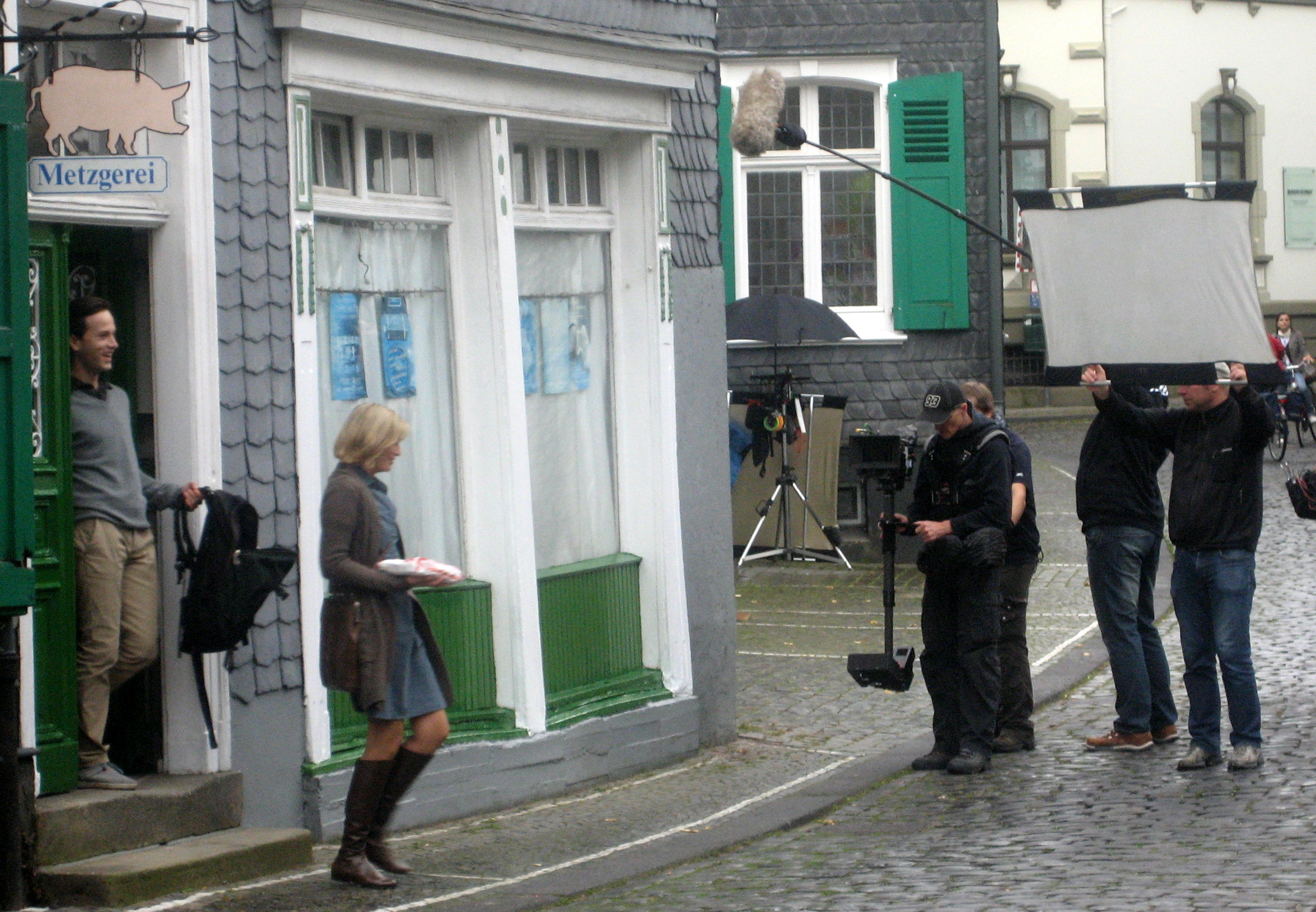
Dreharbeiten zu Fliegen lernen mit Gesine Crukowski

Der historische Ortskern um den Marktplatz in Gräfrath zählt mit etwa 90 Baudenkmälern an den Straßen Am Graben, Am Wall, In der Freiheit, Garnisonstraße, Gerberstraße, Gräfrather Markt, Kirchtreppe, Klosterhof, Küllersberg, Steines, Täppken und Walder Straße zu den 56 ausgewählten historischen Ortskernen in Nordrhein-Westfalen.
Wenige hundert Meter Luftlinie nach Norden entfernt, vor der Stadtgrenze zu Wuppertal-Vohwinkel, liegt das Haus Grünewald. Das Landhaus mit englischem Garten wird aufgrund seiner Größe im Volksmund Schloss Grünewald genannt. Es befindet sich in Privatbesitz und wird als Event-Location vermietet.
Ebenfalls nur einen Katzensprung vom Ortskern entfernt befindet sich der Tierpark Fauna. Als einer von zwei Zoos in Solingen beherbergt die Fauna etwa 500 Tiere in 116 verschiedenen Arten.

### Kirchen
Im Stadtbezirk Gräfrath befinden sich insgesamt vier Kirchen. Die katholische Pfarrkirche am Klosterhof (St. Mariä Himmelfahrt) und die evangelische Kirche am Gräfrather Markt stehen im historischen Ortskern des Stadtteils. Darüber hinaus existiert die evangelische Kirche Ketzberg samt Friedhof und Friedhofskapelle im Osten des Stadtbezirks an der Lützowstraße. Die Kirche wurde im Jahre 1873 eingeweiht, die Friedhofskapelle um 1896 errichtet. Die katholische Pfarrkirche Sankt Michael steht am Schlagbaum (Schlagbaumer Straße). Das 1958 eingeweihte Bauwerk ist die jüngste der vier Gräfrather Kirchen.

### Museen
Das Deutsche Klingenmuseum, das im ehemaligen Frauenstift im Gräfrather Ortskern untergebracht ist, zeigt eine umfangreiche Sammlung von Bestecken, Messern und Blankwaffen von der Bronzezeit bis heute. Die Stadt Solingen bildet seit jeher das Zentrum der Deutschen Schneidwarenindustrie, seit dem Mittelalter werden qualitativ hochwertige, in Solingen gefertigte Klingen in alle Welt verkauft. Darüber hinaus bewahrt das Museum in einer eigenen Sammlung den Gräfrather Kirchenschatz auf, der aus der Zeit des Klosters stammt. Im Souterrain des Klostergebäudes befindet sich zudem das Gräfrath-Museum, das 2005 auf Initiative des Heimatvereines Solingen-Gräfrath eingerichtet wurde.
Im ehemaligen Gräfrather Rathaus zeigt das Kunstmuseum Solingen, das bis 2011 den Namen Museum Baden trug, Kunstwerke vordringlich regionaler, bergischer und Solinger Künstler, wie etwa Georg Meistermann. Am 1. Januar 2015 hat innerhalb des Museums Deutschlands erstes Zentrum für verfolgte Künste seine Arbeit aufgenommen.

### Filmkulisse
2011 war Gräfrath der idyllische Schauplatz des ARD-Films Fliegen lernen mit Gesine Cukrowski. Auf dem Marktplatz sind darüber hinaus schon Außenaufnahmen für die Spielfilme Morgens um sieben ist die Welt noch in Ordnung (1968) und Wenn süß das Mondlicht auf den Hügeln schläft (1969) entstanden. Andere Aufnahmen für die Filme entstanden in der Walder Bausmühle.

### Sonstiges
Die Zentralfachschule der Deutschen Süßwarenwirtschaft (ZDS) wurde am Rande des Gräfrather Ortskerns im Jahre 1954 eingeweiht. Die ZDS mietet seit August 2015 die nahe gelegene Jugendherberge für zwei Jahre als Wohnheim für ihre Auszubildenden an. Die Jugendherberge eröffnete 1962 und war zuletzt von der Schließung bedroht.

## Persönlichkeiten
- Johann Abraham von den Steinen († 1814), Arzt
- Friedrich Hermann de Leuw (1792–1861), Arzt
- August Schnitzler (1794–1861), Unternehmer
- Karl Mager (1810–1858), Literatur- und Sprachwissenschaftler, Pädagoge und Schulpolitiker
- Friedrich August de Leuw (1817–1888), Künstler
- Louis de Leuw (1819–1858), Arzt
- Carl Meurer (1832–?), Arzt
- Adeline Hayden Coffin (1862–1939), Sängerin und Filmschauspielerin
- Albert Pütz (1886–1961), Maler
- Paul Müller (1888–1971), Waffenschmied
- Theophil Rothenberg (1912–2004), evangelischer Kirchenmusiker und Editor
- Herbert Schriefers (1924–2012), Mediziner und Biochemiker